# Economia da Região Sul do Brasil
A economia da Região Sul do Brasil é bastante diversificada e bem distribuída entre seus vários setores.

## Produto Interno Bruto
O Sul está em segundo lugar entre as regiões mais ricas do Brasil, depois do Sudeste, com 17,0% do PIB brasileiro em 2016. O Sudeste vem em 1.º com 53,1% do PIB, o Nordeste em 3.º com 14,4% e o Centro-Oeste em 4.º com 10,2%. No PIB per capita (ou seja, o PIB por habitante), o Sul é também a 2a melhor região do país, com média de R$ 36 mil por habitante, só perdendo para Região Centro-Oeste, com a média de R$ 44 mil por habitante, e ganhando dos R$ 34 mil da região Sudeste Tem grande parque industrial, e áreas ocupadas por agricultura com tecnologia.O Sul também é um grande exportador nacional, com destaque para produtos agrícolas e agroindustrias, como grãos e aves.
| Mês       | Exportações | Importações | Saldo      |
| --------- | ----------- | ----------- | ---------- |
| Janeiro   | 1.628.484   | 916.145     | 712.339    |
| Fevereiro | 1.768.356   | 981.381     | 786.975    |
| Março     | 2.124.154   | 1.156.913   | 967.241    |
| Abril     | 2.090.086   | 955.384     | 1.134.702  |
| Maio      | 2.214.309   | 1.274.570   | 939.739    |
| Junho     | 2.350.661   | 1.143.651   | 1.207.010  |
| Julho     | 2.473.355   | 1.101.515   | 1.371.840  |
| Agosto    | 2.525.324   | 1.313.532   | 1.211.792  |
| Setembro  | 2.169.706   | 1.034.146   | 1.135.560  |
| Outubro   | 2.143.554   | 1.056.202   | 1.087.352  |
| Novembro  | 2.231.639   | 1.095.012   | 1.136.626  |
| Dezembro  | 2.340.849   | 1.375.064   | 965.786    |
| Total     | 26.060.478  | 13.403.516  | 12.656.962 |

| Estados           | PIB(2014)   |
| ----------------- | ----------- |
| Paraná            | 217.290.000 |
| Santa Catarina    | 184.316.000 |
| Rio Grande do Sul | 252.483.000 |

## Setores

### Setor primário

#### Agricultura

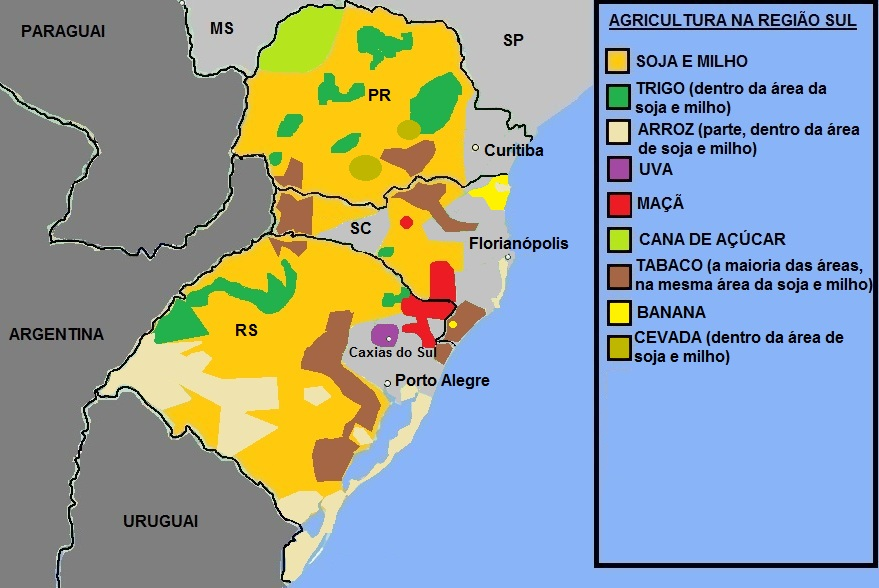
Alguns dos principais cultivos da Região Sul do Brasil.

A maior parte do espaço territorial sulista é ocupado pela pecuária, porém a atividade econômica de maior rendimento e que emprega o maior número de trabalhadores é a agricultura. A atividade agrícola no Sul distribui-se em dois amplos e diversificados setores:
- Policultura: desenvolvida em pequenas propriedades de base familiar. Foi introduzida por imigrantes europeus, principalmente alemães, na área originalmente ocupada pelas florestas. Cultivam-se principalmente milho, feijão, mandioca, batata, maçã, laranja, e fumo;
- Monocultura comercial: desenvolvida em grandes propriedades. Essa atividade é comum nas áreas de campos do Rio Grande do Sul, onde se cultivam soja, arroz, e algumas vezes, trigo. No Norte do Paraná predominam as monoculturas comerciais de algodão, cana-de-açúcar, e principalmente soja, laranja, trigo e café. A erva-mate, produto do extrativismo, é também cultivada.

Para compreender com mais claramente a distribuição das atividades agrícolas pela região, analise a tabela seguinte com os respectivos dados sobre os produtos agrícolas.
Soja, milho, trigo, arroz, tabaco, uva, maçã, cana-de-açúcar, mandioca, feijão e erva-mate são os destaques da agricultura da Região Sul. Também possui produções relevantes de laranja, aveia, cevada, pêssego, figo, cebola, alho, tangerina, caqui e morango.
Em 2020, o Sul produziu 32% do total nacional de cereais, leguminosas e oleaginosas. Foram 77,2 milhões de toneladas, perdendo apenas para o Centro-Oeste. Paraná (14,9%) e Rio Grande do Sul (14,3%) são o 2.º e 3.º maior produtores do país.
O Rio Grande do Sul é maior produtor de arroz do País, com 70,5% da produção do Brasil, perto de 7,3 milhões de toneladas em 2020 (Santa Catarina foi o segundo maior produtor nacional, com cerca de 1,1 milhão de toneladas do produto).
O Rio Grande do Sul é, ainda, o maior produtor de tabaco no país que, por sua vez, é o maior exportador mundial. O Brasil é o segundo maior produtor mundial e líder em exportação de tabaco desde os anos 90, com 98% da produção brasileira sendo realizada na Região Sul.
A região Oeste do Paraná é hoje o principal polo transformador de grãos em proteína animal do País.
Na soja, o Paraná e o Rio Grande do Sul estão entre os maiores produtores do país, com cerca de 16% da produção nacional para cada um, perdendo apenas para o Mato Grosso que tem 27% da produção. O Paraná produziu, em 2020, 19,8 milhões de toneladas, e o Rio Grande do Sul, 19,3 milhões de toneladas. Em 2019, Santa Catarina colheu 2,3 milhão de toneladas. O Brasil é o maior produtor de soja do mundo, com 120 milhões de toneladas colhidas em 2019.
Sobre a cana-de-açúcar, o Paraná era, em 2017, o quinto maior produtor de cana, terceiro de açúcar e quinto de álcool do país. Colheu cerca de 46 milhões de toneladas de cana neste ano. O setor sucroalcooleiro do Estado tem 25 usinas e emprega cerca de 55 mil pessoas. As regiões de Umuarama, Paranavaí, Maringá e Jacarezinho concentram a produção. O Brasil é o maior produtor mundial, com 672,8 milhões de toneladas colhidas em 2018. O Brasil é o maior produtor de cana do mundo, com 630 milhões de toneladas colhidas em 2019.
Na produção de mandioca, o Brasil produziu um total de 17,6 milhões de toneladas em 2018. O Paraná foi o 2.º maior produtor do país, com 3,2 milhões de toneladas. O Rio Grande do Sul ficou em quarto lugar, com quase 1 milhão de toneladas. Santa Catarina produziu 351 mil toneladas.
Sobre a laranja, o Paraná foi o terceiro maior produtor do Brasil em 2018, com um total de 834 mil toneladas. O Rio Grande do Sul ficou em quinto lugar, com 367 mil toneladas. Santa Catarina teve uma pequena produção.
Na produção de banana, em 2019, Santa Catarina foi o 4.º maior produtor do país (723 mil toneladas); Paraná foi o 11.º maior (191 mil toneladas) e o Rio Grande do Sul o 12.º maior (135 mil toneladas). A região produz 15% da banana do país.
A Região Sul é a maior produtora de cevada do Brasil. Na década de 1990, o estado do Rio Grande do Sul foi o maior produtor (66,8% da produção total do país), no entanto, na década seguinte o Paraná passou a ocupar esta posição (49,8% da produção). No período de 2007-2011, 55,0% da área de cultivo concentrou-se no Paraná (62,6% da produção), 42,4% no Rio Grande do Sul (34,9% da produção) e 2,6% em Santa Catarina (2,5% da produção). O estado do Paraná colheu 219,2 mil toneladas em 2019, 60% da produção nacional. Além do clima mais frio exigido pela cevada, a vantagem dos produtores do Paraná é a proximidade com a maior maltaria da América Latina, pois a cevada é cultivada em escala comercial exclusivamente para uso na fabricação de malte, principal matéria prima da indústria cervejeira. Porém, o Brasil está longe de ser auto-suficiente na produção de cevada para malte. O mercado brasileiro consome, em média, 1,5 milhão de toneladas por ano. O Brasil produz 335 mil toneladas, próximo de 22%. A maior parte, 73%, vem da Argentina e Uruguai.
O Rio Grande do Sul também é o maior produtor nacional de trigo, outra cultura que exige climas frios, com 2,3 milhões de toneladas em 2019. O Paraná é o 2.º maior produtor, com uma produção quase idêntica ao Rio Grande do Sul. Em 2019, os 2 estados colheram juntos cerca de 85% da safra do Brasil, mas mesmo assim, o país é um dos maiores importadores globais do cereal, tendo importado cerca 7 milhões de toneladas neste ano, para atender a um consumo de 12 milhões de toneladas. A maior parte do trigo que o Brasil importa vem da Argentina.
Em 2017, o Paraná era o 2.º maior produtor de milho do país; em terceiro, o Rio Grande do Sul. Em 2019, a produção de milho de Santa Catarina chegou a 2,8 milhões de toneladas. O Brasil é o 2.º maior produtor de milho do mundo, com 107 milhões de toneladas colhidas em 2019.
A Região Sul também é a maior produtora de aveia do Brasil. Em 2019, a produção nacional foi próxima de 800 mil toneladas, sendo quase toda realizada no Sul (Paraná e Rio Grande do Sul), havendo ainda uma pequena produção no Mato Grosso do Sul.
Desde 2006, o Paraná lidera a produção de feijão no Brasil. O Brasil é o 3.º maior produtor de feijão do mundo, com uma safra anual de cerca de 3 milhões de toneladas, 11% da produção mundial. Em 2018, a Região Sul foi o principal produtor de feijão com 26,4% do total, seguida pela Centro-Oeste (25,4%), Região Sudeste (25,1%), Nordeste (20,6%) e Norte (2,5%). O Estado do Paraná lidera o ranking dos principais produtores nacionais com 18,9% do total produzido.

A plantação de maçãs e a fabricação de sidras no Brasil são características economicamente marcantes da colonização alemã nos estados de SC e RS.

O Rio Grande do Sul é responsável por 90% da produção nacional de uvas, e elabora 90% do vinho produzido no país, 85% do espumante, e 90% do suco de uva, principalmente na área de Caxias do Sul e arredores. Santa Catarina tinha uma produção anual de cerca de 23 mil toneladas de uva em 2019, estando 86% da produção estadual localizada nos municípios de Caçador, Pinheiro Preto, Tangará e Videira. A maior parte da produção nacional, no entanto, se localiza no Rio Grande do Sul (664,2 mil toneladas em 2018).
Os três Estados do Sul do país são responsáveis por 95% da produção nacional de maçã, e Santa Catarina aparece no topo da lista de produção, disputando com o Rio Grande do Sul. A região de São Joaquim é responsável por 35% do plantio nacional de maçã O Rio Grande do Sul colhe 45% das maçãs brasileiras, e é o maior exportador de maçãs do país. A região dos Campos de Cima da Serra, no entorno de Vacaria, é o grande destaque: concentra 88% da produção gaúcha e 37% da nacional.
O Rio Grande do Sul é o maior produtor de pêssego do Brasil, com metade do volume colhido no Brasil em 2018. O restante da produção brasileira ocorre em Santa Catarina, Paraná, São Paulo e Minas Gerais. Rio Grande do Sul também é o maior produtor de figo do país, segundo dados de 2018.
Santa Catarina é líder nacional na produção de cebolas. Em 2017, produziu 630 mil toneladas, especialmente nos municípios de Alfredo Wagner, Angelina e Rancho Queimado. Também era o terceiro maior produtor de alhodo Brasil em 2018, com uma área plantada de aproximadamente dois mil hectares. A região de Curitibanos é a maior produtora do Estado.
No café, o Paraná é o estado produtor localizado mais ao sul do país. Já foi o maior estado produtor do Brasil: em 1962, o Paraná respondeu por 58% da produção nacional, mas em 2017, teve só 2,7% do total produzido no país. A cultura do café foi substituída por outras culturas de plantio, e o foco do Estado atualmente tem sido investir em grãos de café especiais, mais caros.
Em 2018, Rio Grande do Sul e Paraná foram os 3.º e 4.º maiores produtores de tangerina do Brasil. O Rio Grande do Sul também é responsável por 19% da produção de caqui do Brasil, sendo o 2.º maior produtor nacional.
Em 2019, no Brasil, havia uma área total produtora em torno de 4 mil hectares de morango. Rio Grande do Sul e Paraná eram o 3.º e 4.º maiores produtores do país, com área aproximada de 500 ha plantados.

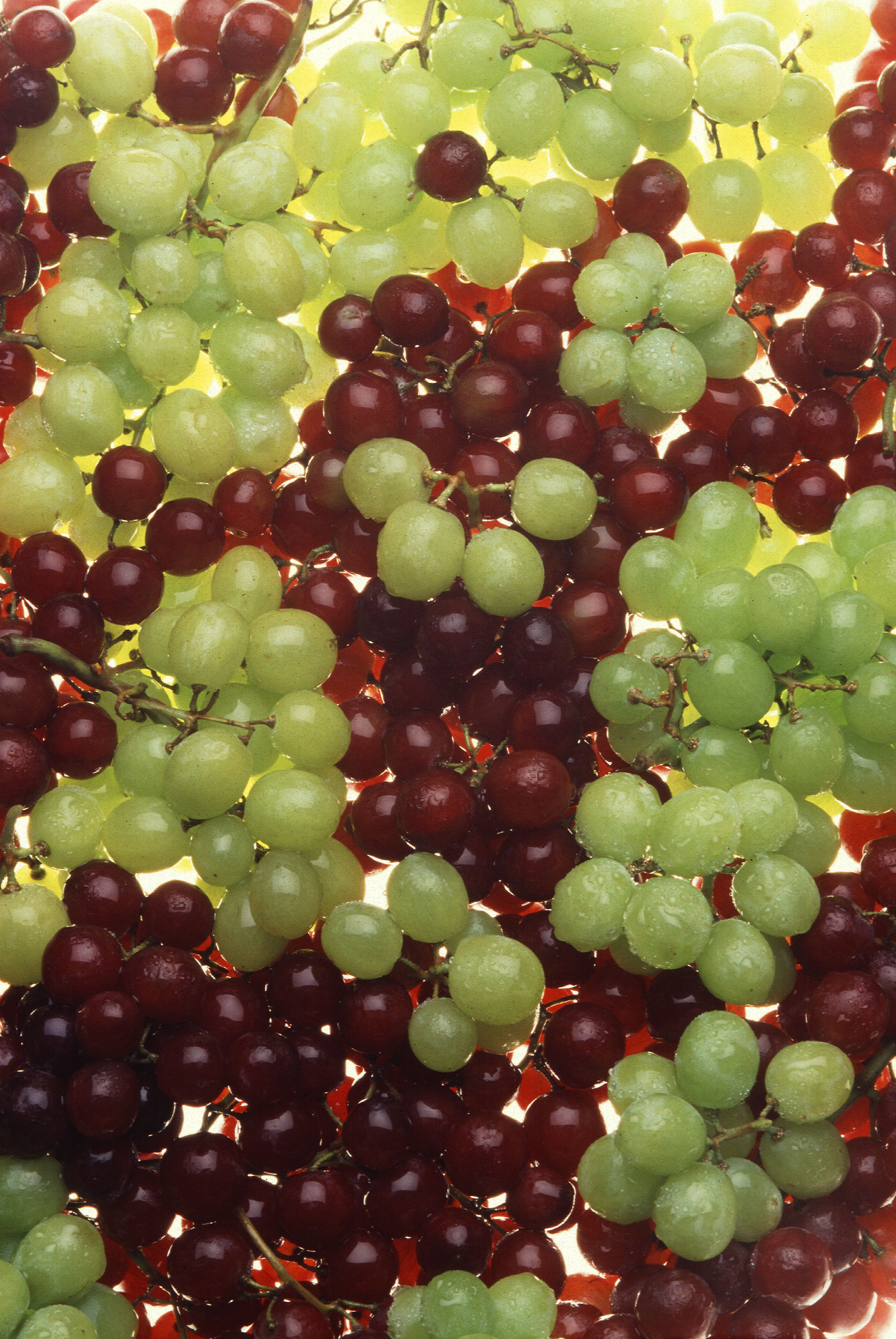
Uva
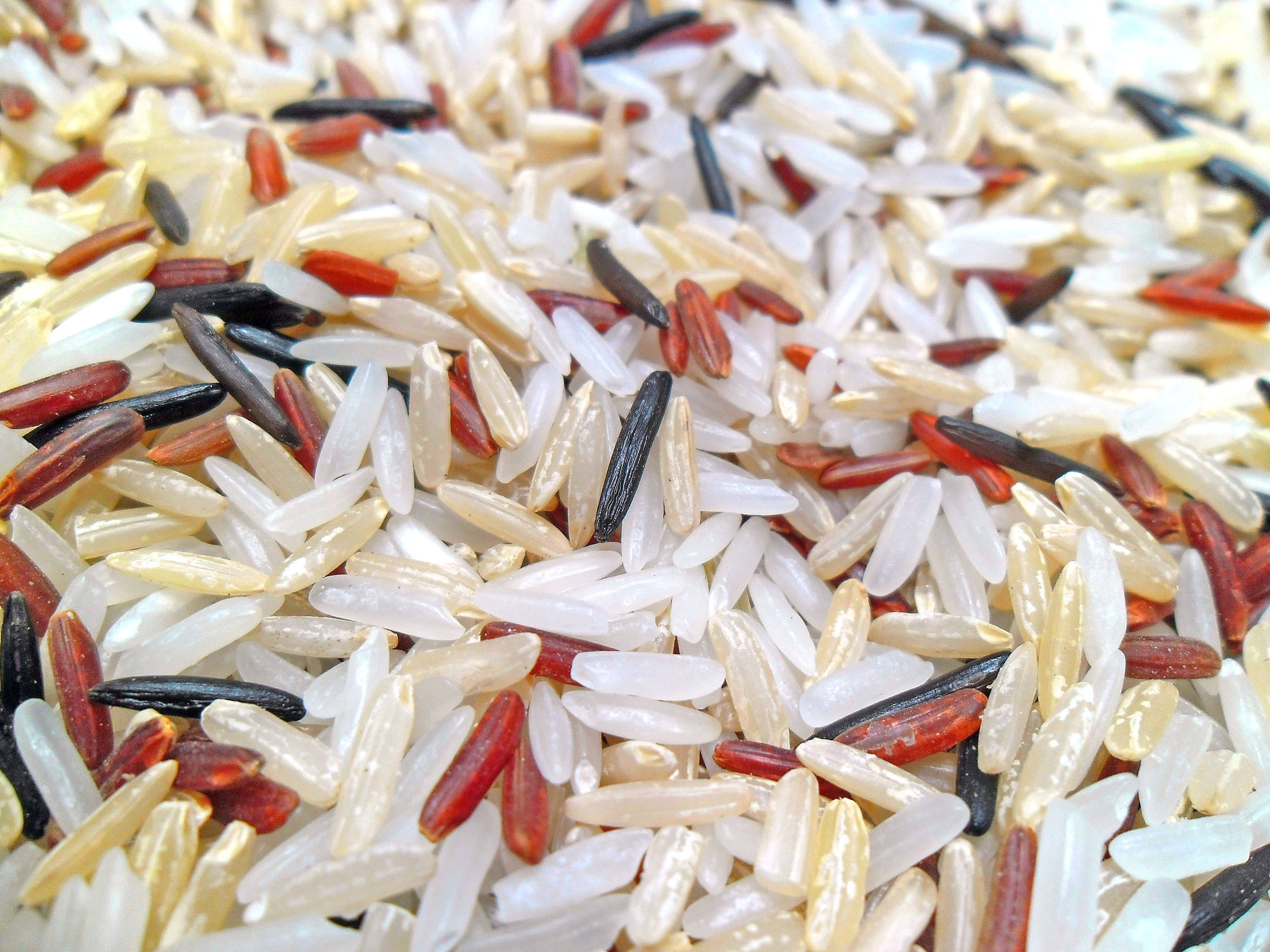
Arroz
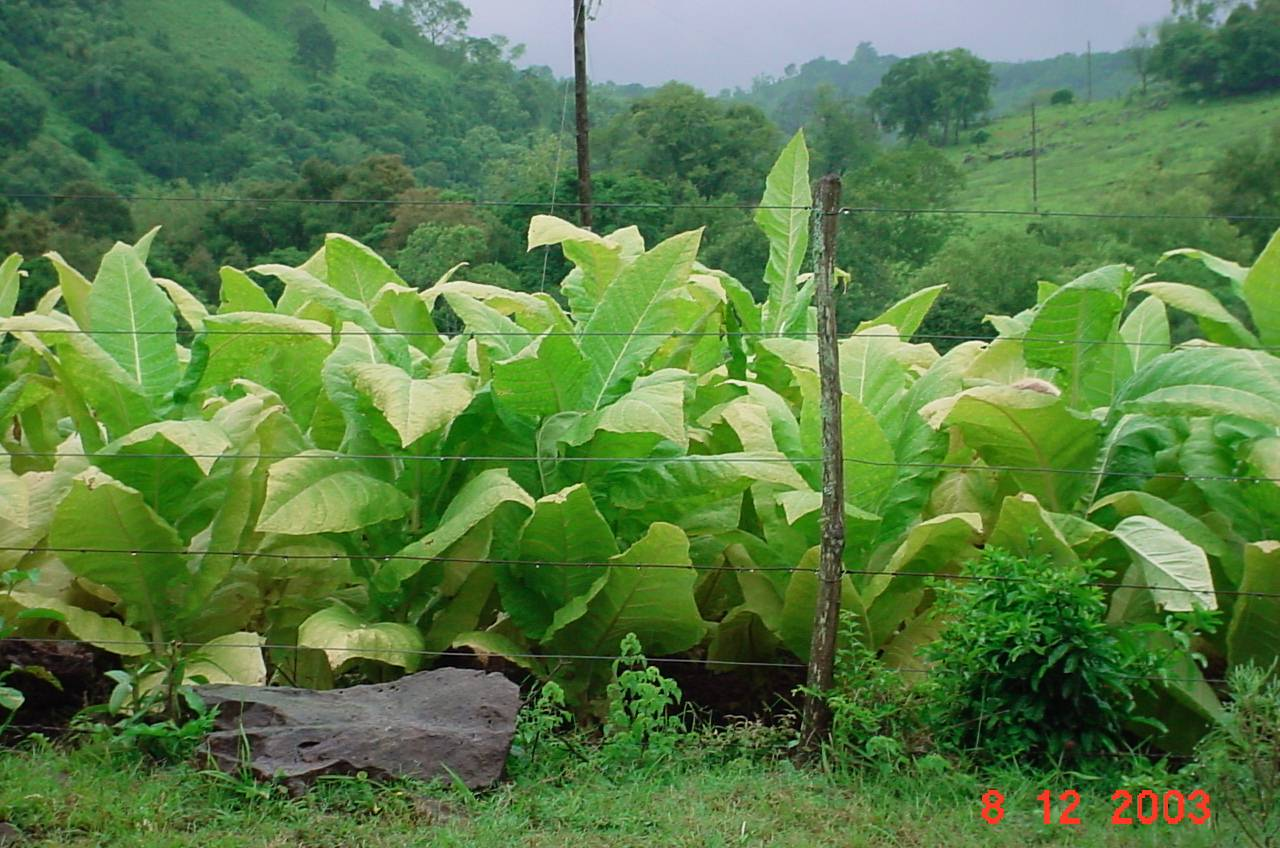
Tabaco
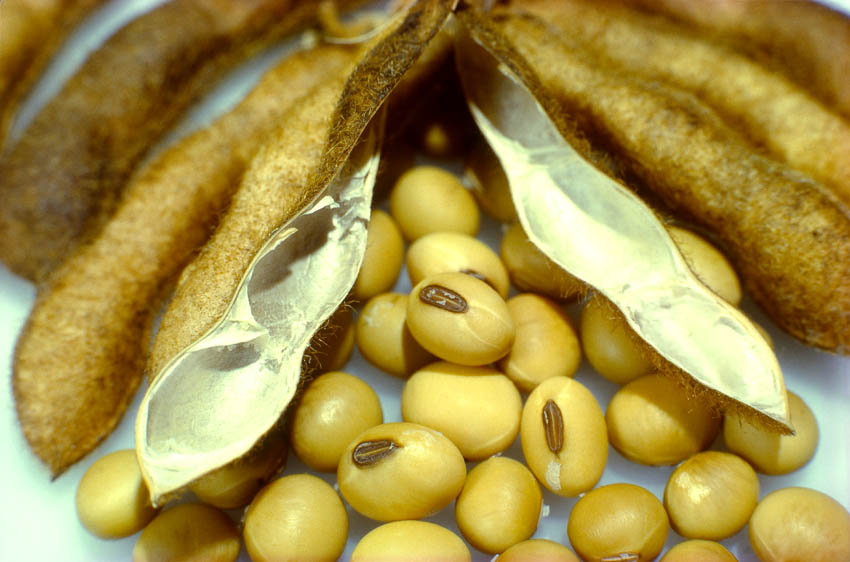
Soja
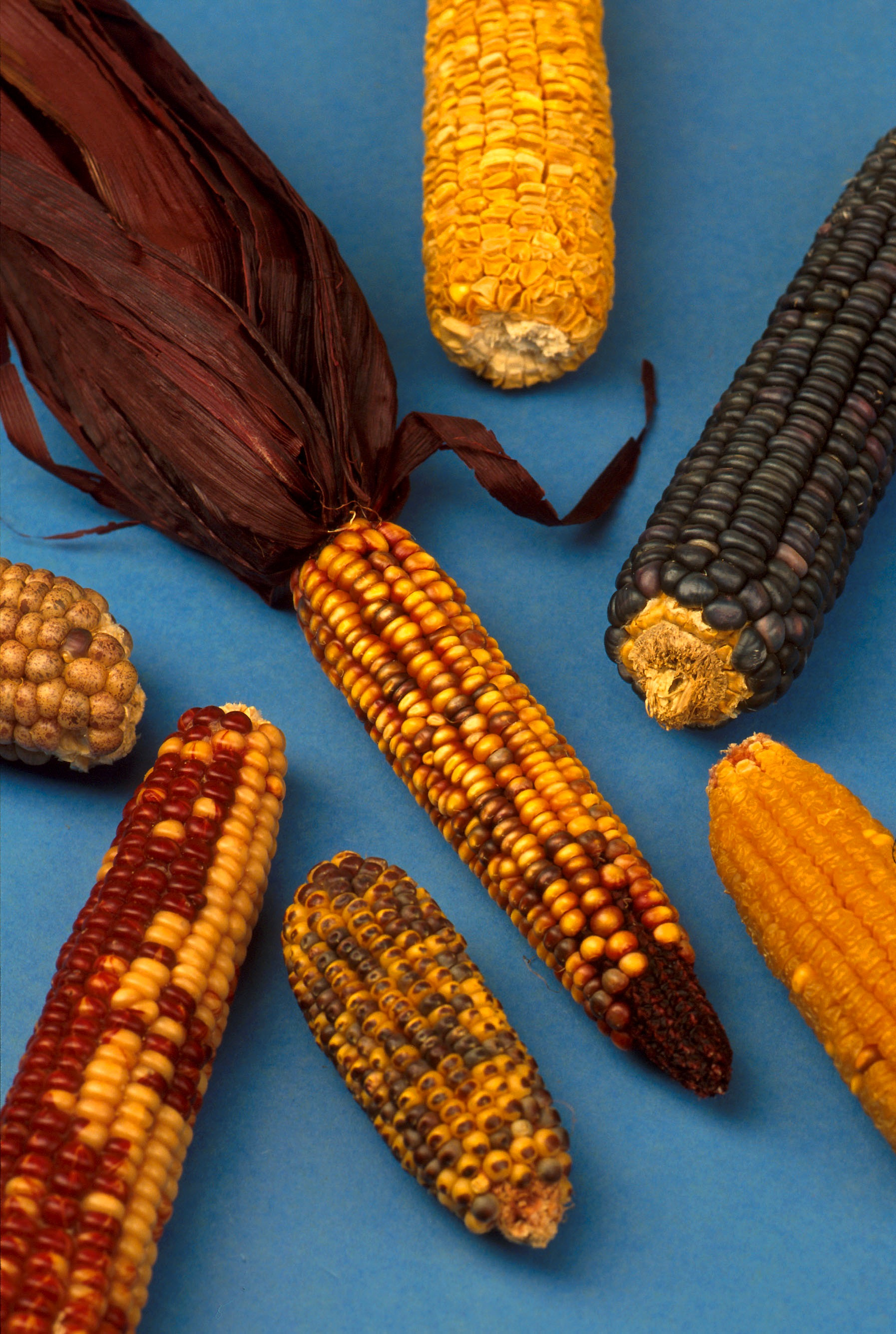
Milho

#### Pecuária

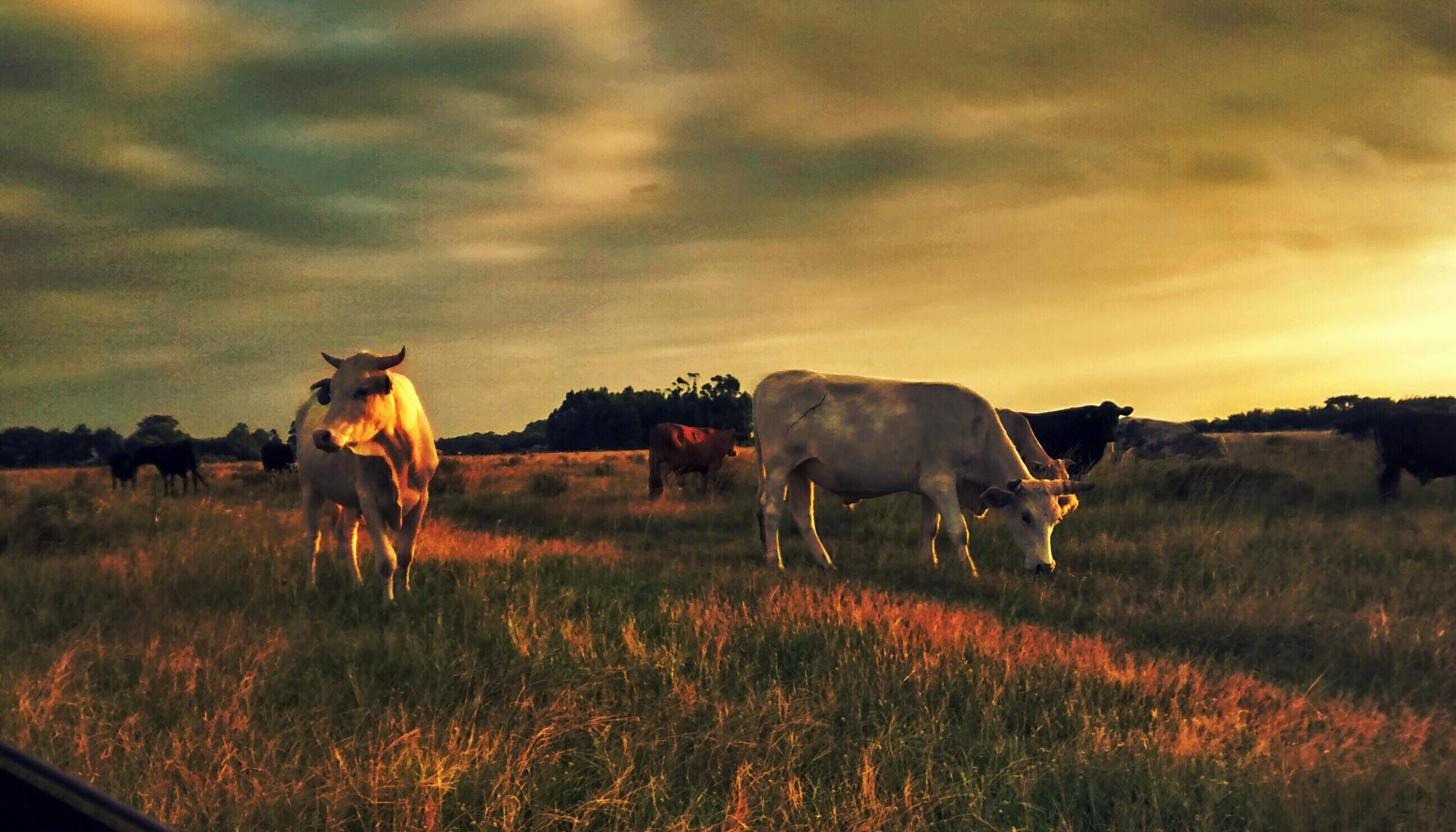
Bovinos no Rio Grande do Sul.

A Região Sul é considerada o maior centro produtivo de proteína animal do mundo.
Em Santa Catarina, possui grande destaque a criação de suínos, atividade em que esse estado é o primeiro do Brasil. Essa criação processa-se paralelamente ao cultivo do milho, além de abastecer a população, serve de matéria-prima a grandes frigoríficos.

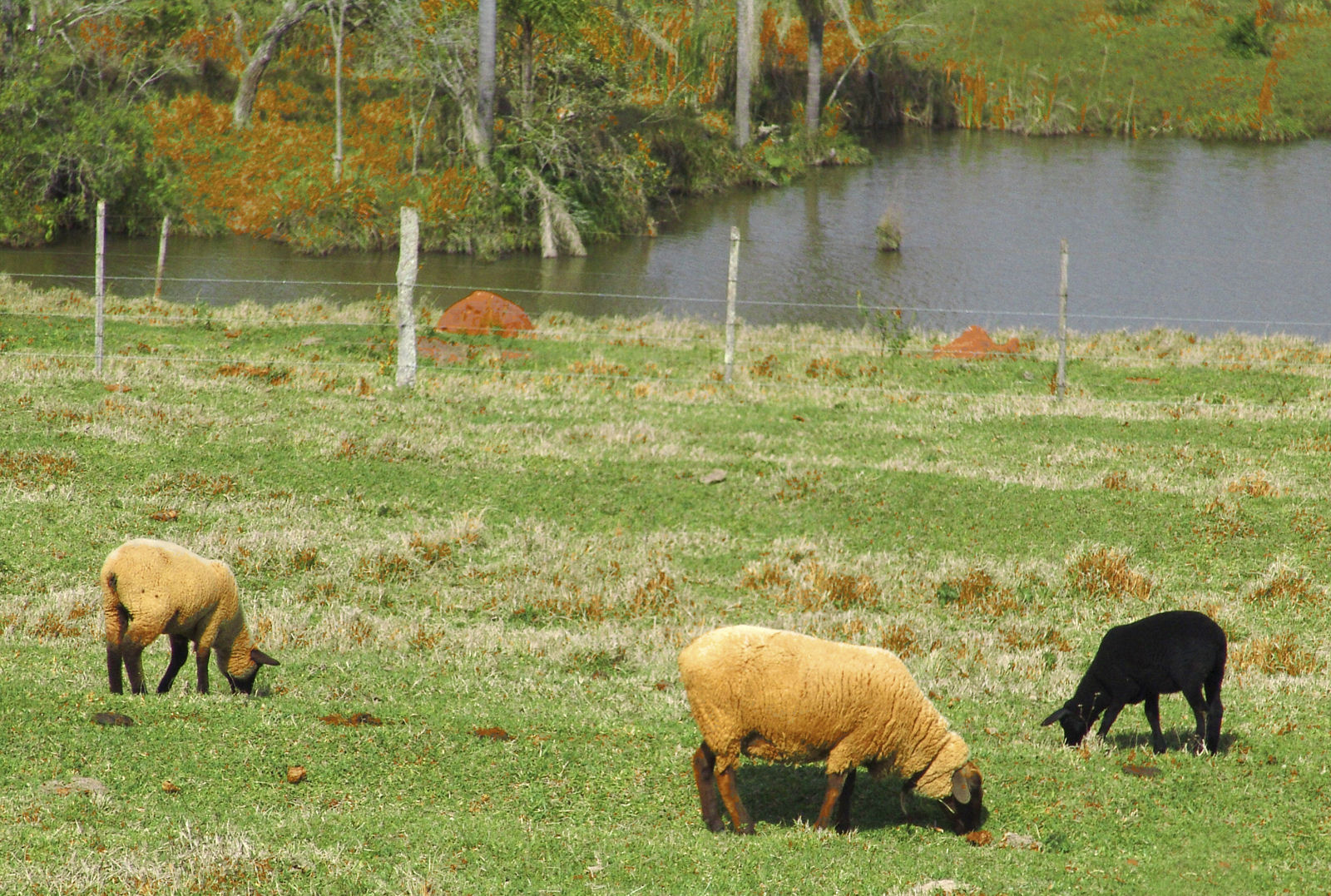
Ovinos no extremo sul do RS

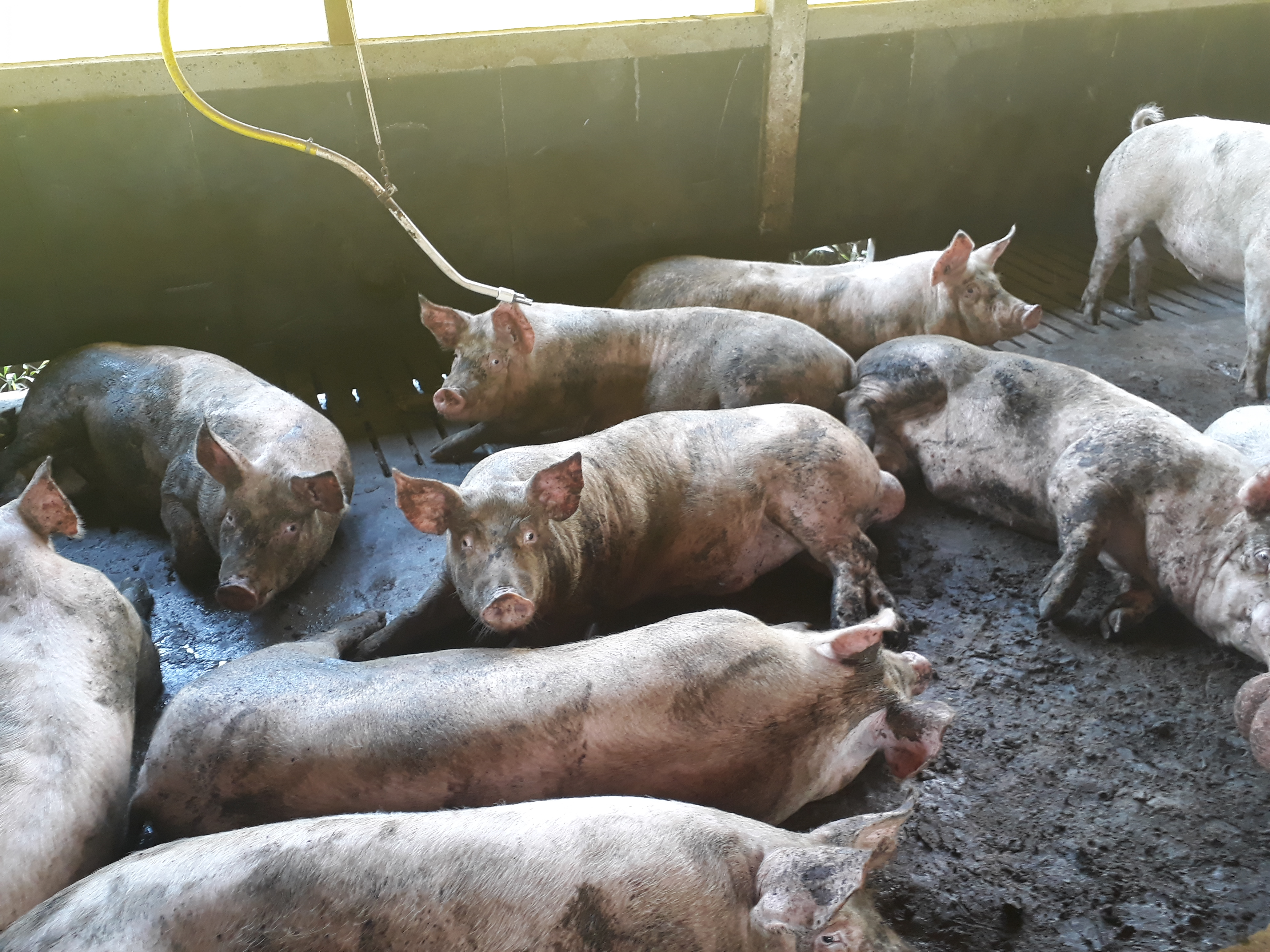
Criação suína em SC

Os campos do Sul constituem excelente pastagem natural para a criação de gado bovino, principalmente na Campanha Gaúcha ou pampa, no Estado do Rio Grande do Sul. Desenvolve-se ali uma pecuária extensiva, criando-se, além de bovinos, também ovinos. Em 2017, a região Sul reunia cerca de 12% dos bovinos do Brasil (27 milhões de cabeças de gado).
Já na criação de ovinos, em 2017 a Região Sul era a 2.ª maior do país, com 4,2 milhões de cabeças. A atividade de tosquia de ovinos permaneceu predominante na região Sul, que é responsável por 99% da produção de lã no país. O Rio Grande do Sul continuou sendo o estado com maior participação nacional, representando 94,1% do total. Os municípios de Santana do Livramento, Alegrete e Quaraí lideraram a atividade. Atualmente, a produção de carne tornou-se o principal objetivo da ovinocultura no Estado, em função da elevação dos preços pagos ao produtor que tornaram a atividade mais atraente e rentável. Lá, usam-se raças de ovinos mais adaptadas ao clima subtropical.
A pecuária intensiva também é bastante desenvolvida na região Sul, que detém o primeiro lugar no ranking na produção brasileira de leite. Parte do leite produzido no Sul é beneficiado por indústrias de laticínio. O Sul tem 35,7% da produção brasileira de leite, disputando com o Sudeste (que foi o maior produtor até 2014), que tem 34,2%. O Sudeste tem o maior rebanho de vacas ordenhadas: 30,4% do total de 17,1 milhões existentes no Brasil. A maior produtividade, porém, é a da Região Sul, com uma média de 3.284 litros por vaca ao ano, por isso lidera o ranking de produção de leite desde 2015. O município de Castro, no Paraná, foi o maior produtor em 2017, com 264 milhões de litros de leite. O Paraná já é o segundo maior produtor nacional com 4,7 bilhões de litros, perdendo apenas para Minas Gerais.
Na carne suína, os 3 estados do Sul são os maiores produtores do país. Santa Catarina é o maior produtor no Brasil. O Estado é responsável por 28,38% dos abates do país e por 40,28% das exportações de carne suína brasileira. Já o Paraná detém um plantel de 667 mil matrizes alojadas, com um rebanho representativo de 17,85% do total brasileiro. O Paraná ocupa a segunda posição no ranking produtivo do país, com 21,01%, e a terceira colocação entre os Estados exportadores, com 14,22%. Em 3.º lugar no Brasil vem o Rio Grande do Sul, com quase 15% de participação.

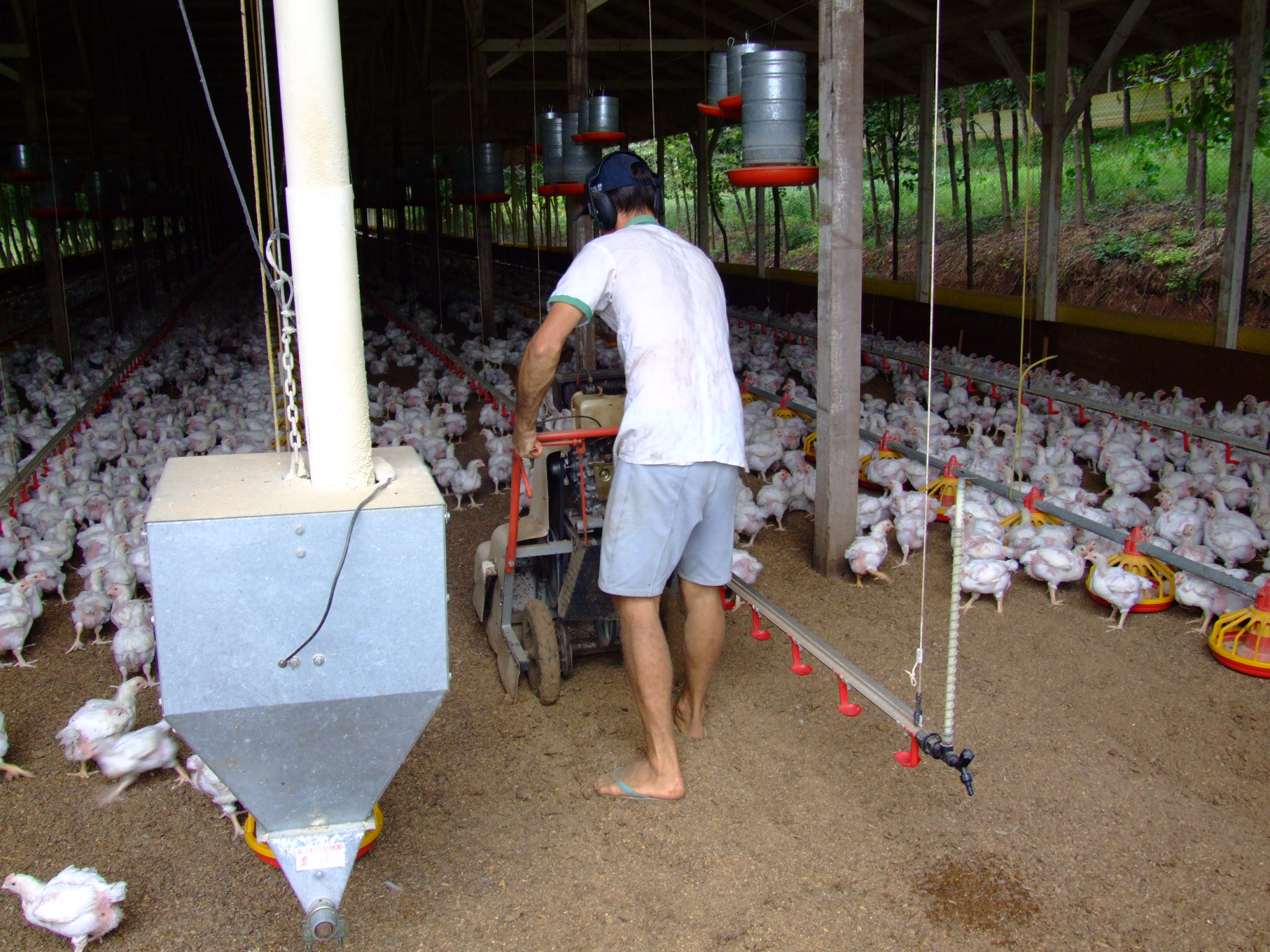
Avicultura em Santa Catarina

A criação de aves (avicultura) é forte no Sul. Em 2018, a região Sul, com destaque na criação de frangos/as para o abate, foi responsável por quase metade do total brasileiro (46,9%). Só o Paraná respondeu por 26,2%. O Paraná ocupa a liderança brasileira no ranking de Estados produtores e exportadores de carne de frango. O Rio Grande do Sul é o 3.º lugar na produção nacional, com 11%.
Na produção de ovos, a Região Sul é a 2.ª maior do Brasil, com 24,1% da produção do país. O Paraná está em 2.º lugar no ranking brasileiro, com 9,6% da participação nacional.
Na piscicultura, o oeste paranaense, em municípios próximos a Toledo e Cascavel, se transformou na maior região produtora de peixes do país, tendo a tilápia como principal espécie cultivada. O oeste representa 69% de toda a produção do Paraná, maior produtor nacional, com 112 mil toneladas. Desse montante, 91% se referem a criações de tilápias.
A região Sul foi a principal produtora de mel do país em 2017, respondendo por 39,7% do total nacional. Rio Grande do Sul foi o 1.º com 15,2%, Paraná em 2.º com 14,3%, Santa Catarina em 5.º com 10,2%.

#### Extrativismo

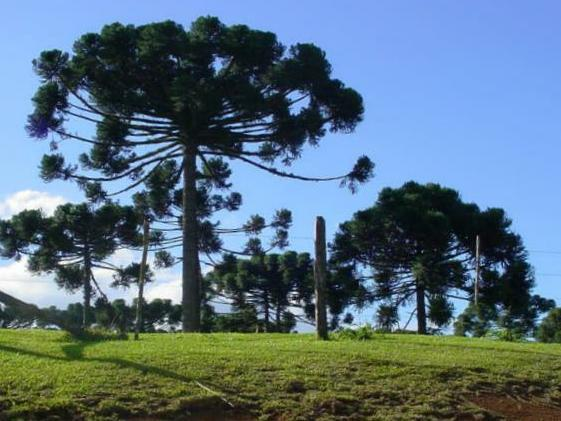
A madeira do pinheiro-do-paraná foi um produto importante do extrativismo vegetal.

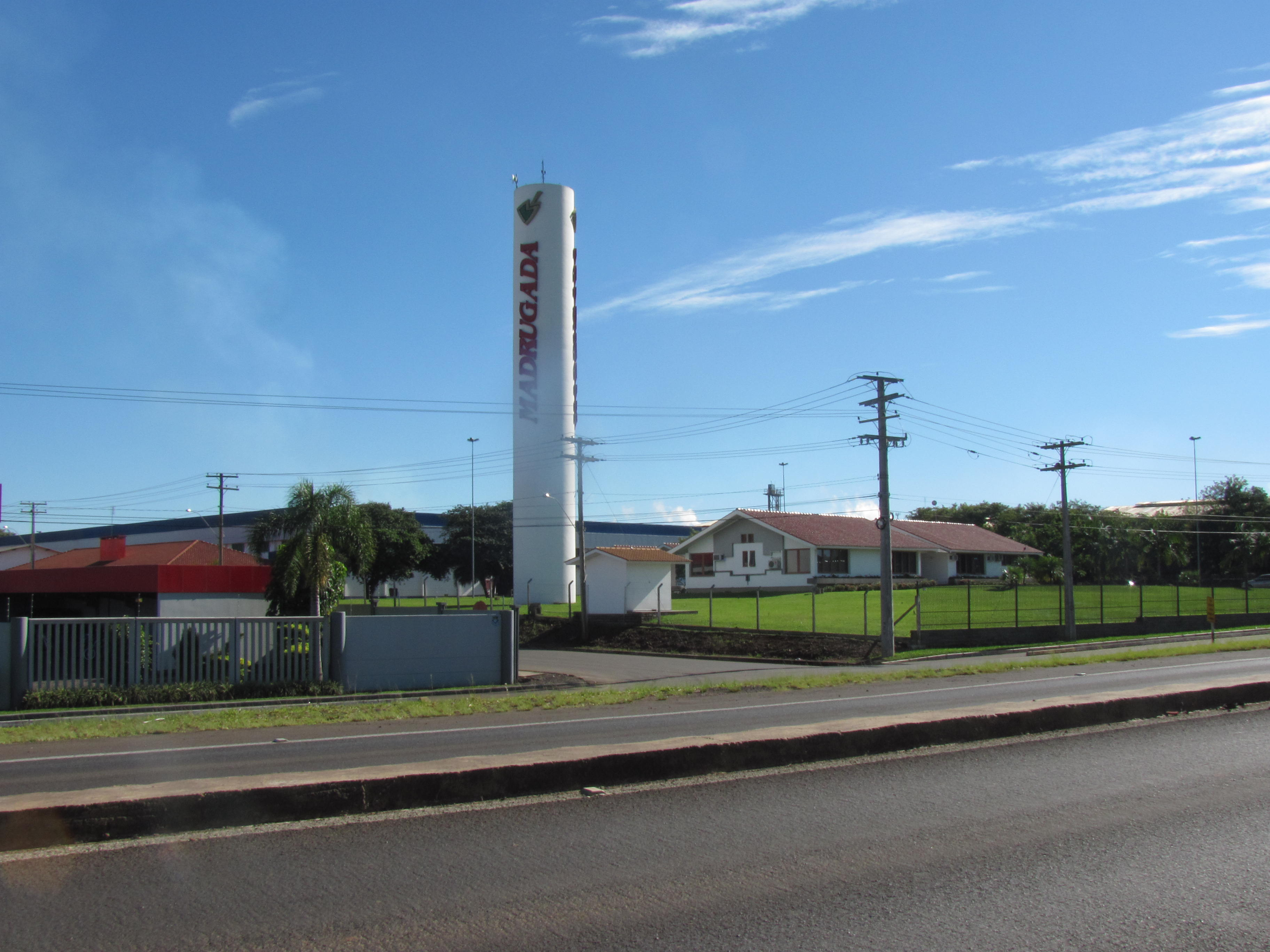
Fábrica de Erva Mate, em Venâncio Aires, RS

O extrativismo na região Sul, apesar de ser uma atividade econômica complementar, é bastante desenvolvido em suas três modalidades:
- Extrativismo vegetal: praticado na Mata de Araucárias, da qual se aproveitam o pinheiro-do-Paraná, a imbuia, a erva-mate e algumas outras espécies, utilizadas principalmente pelas serrarias e fábricas de papel e celulose;
- Extrativismo animal: praticado ao longo da faixa costeira, com uma produção de pescado que equivale a cerca de 25% do total produzido no Brasil, com destaque para a sardinha, a merluza, a tainha, o camarão, etc.;
- Extrativismo mineral: destacam-se o carvão mineral, na região de Criciúma, o caulim, matéria-prima que abastece fábricas de azulejos e louças em Santa Catarina e no Paraná e cuja extração na região de Campo Alegre chega a 15 mil toneladas mensais, a argila e o petróleo, explorado na plataforma continental.

Em 2016, a indústria de papel e celulose no Sul do país representava 33% do total nacional. Neste ano, o Paraná foi o líder nacional na produção de madeira em tora (principalmente eucalipto) para a indústria de papel e celulose (15,9 milhões de m³); o Brasil foi o segundo país que mais produziu celulose no mundo e o oitavo na produção de papel. A cidade que mais produziu estas madeiras no Brasil foi Telêmaco Borba (PR), e a 5a maior foi Ortigueira (PR).
Em 2019, o Brasil produzia cerca de 900 mil toneladas de erva-mate anuais, segundo o IBGE. O Paraná é maior produtor em volume e o Rio Grande do Sul em áreas de plantio (e onde o setor está mais industrializado); Santa Catarina e o sul do Mato Grosso do Sul também produzem. Pelos dados de 2017, o Paraná colheu 301 mil toneladas de erva-mate por método extrativista, enquanto o Rio Grande do Sul colheu 17 mil toneladas. Por outro lado, enquanto os gaúchos colheram 302 mil toneladas de erva plantada, os paranaenses colheram 237 mil toneladas neste método. O potencial produtivo da erva-mate ainda é pouco explorado no Brasil, com boa parte da colheita realizada pelo sistema extrativista e com baixos níveis de produtividade. Porém, muitos novos produtores estão adotando sistemas de produção mais profissionais e eficazes, com acuidade técnica de manejo e visão de mercado globalizada. Com isto, tende a aumentar a exportação do Brasil deste produto.
Sobre o carvão, o Brasil possui reservas de turfa, linhito e hulha. A hulha totaliza 32 bilhões de toneladas de reservas e está sobretudo no Rio Grande do Sul (89,25% do total), vindo a seguir Santa Catarina (10,41%). Somente a Jazida de Candiota (RS) possui 38% de todo o carvão nacional. Como se trata de um carvão de qualidade inferior, é utilizado apenas na geração de energia termoelétrica e no próprio local da jazida. A crise do petróleo na década de 1970 levou o governo brasileiro a criar o Plano de Mobilização Energética, com uma intensa pesquisa para descobrir novas reservas de carvão. O Serviço Geológico do Brasil, através de trabalhos efetuados no Rio Grande do Sul e em Santa Catarina, aumentaram em muito as reservas de carvão mineral até então conhecidas, entre 1970 e 1986 (principalmente entre 1978 e 1983). Carvão de boa qualidade, adequado para uso em metalurgia e em grande volume (sete bilhões de toneladas), foi então descoberto em diversas jazidas no Rio Grande do Sul (Morungava, Chico Lomã, Santa Teresinha), mas em profundidades relativamente grandes (até 1.200 m), o que inviabilizou até agora seu aproveitamento. A produção de carvão mineral bruto no Brasil foi de 13,6 milhões de toneladas em 2007. Santa Catarina produziu 8,7 Mt (milhões de toneladas); Rio Grande do Sul, 4,5 Mt; e Paraná, 0,4 Mt. Em 2011, o carvão respondeu por apenas 5,6% da energia consumida no Brasil, mas ele é uma importante fonte estratégica, que pode ser acionada quando, por exemplo, os níveis de água das barragens estiverem muito baixos, reduzindo excessivamente a oferta de energia hidroelétrica. Isso aconteceu em 2013, quando foram reativadas várias usinas termoelétricas então paralisadas, mantendo assim a oferta necessária, ainda que a um custo maior. Apesar de haver extração de carvão mineral no Brasil, o país necessita ainda importar cerca de 50% do carvão consumido, pois o carvão produzido no país é de baixa qualidade, por possuir menor concentração de carbono. Entre os países que suprem o Brasil com carvão mineral está a África do Sul, EUA e Austrália. O carvão mineral no Brasil abastece em especial as usinas termelétricas que consomem cerca de 85% da produção. Já a indústria de cimento no país é abastecida com aproximadamente 6% desse carvão, restando 4% para produção de papel celulose e apenas 5% nas indústrias de alimentos, cerâmicas e grãos.

### Setor secundário

#### Indústria

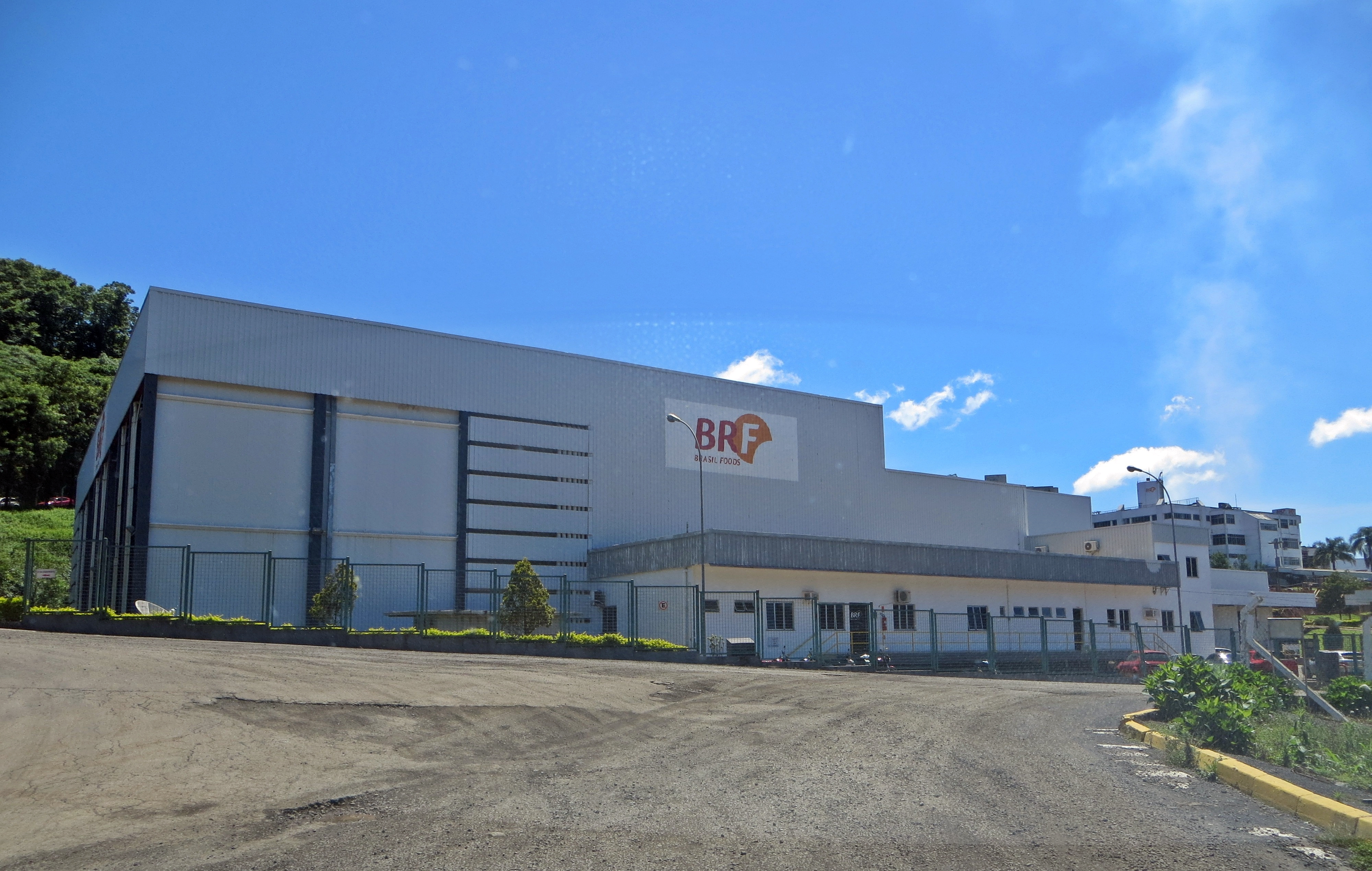
Sede da Perdigão Agroindustrial, em Videira (SC).

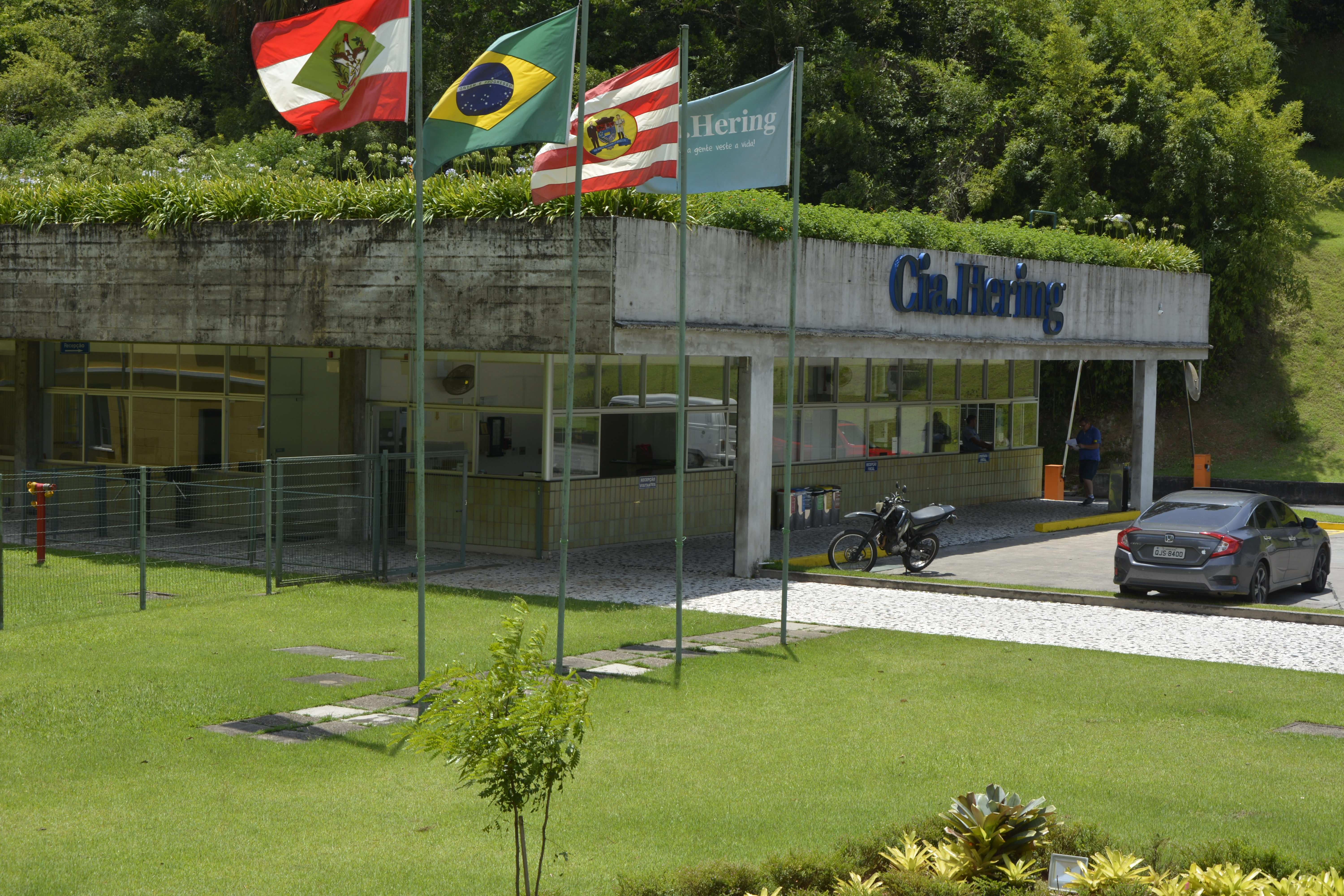
Sede da Hering, em Blumenau (SC).

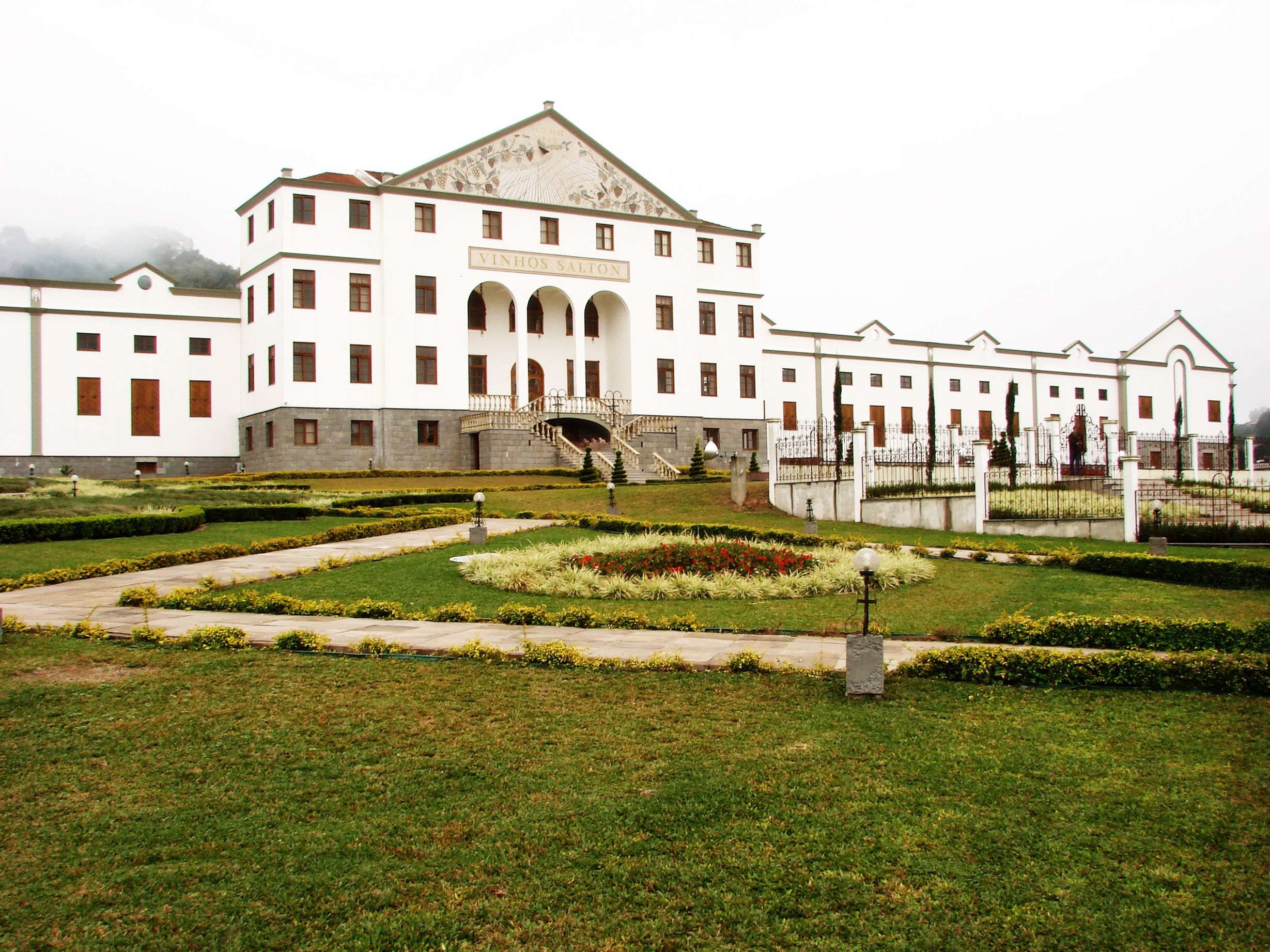
Vinícola Salton, em Bento Gonçalves (RS).

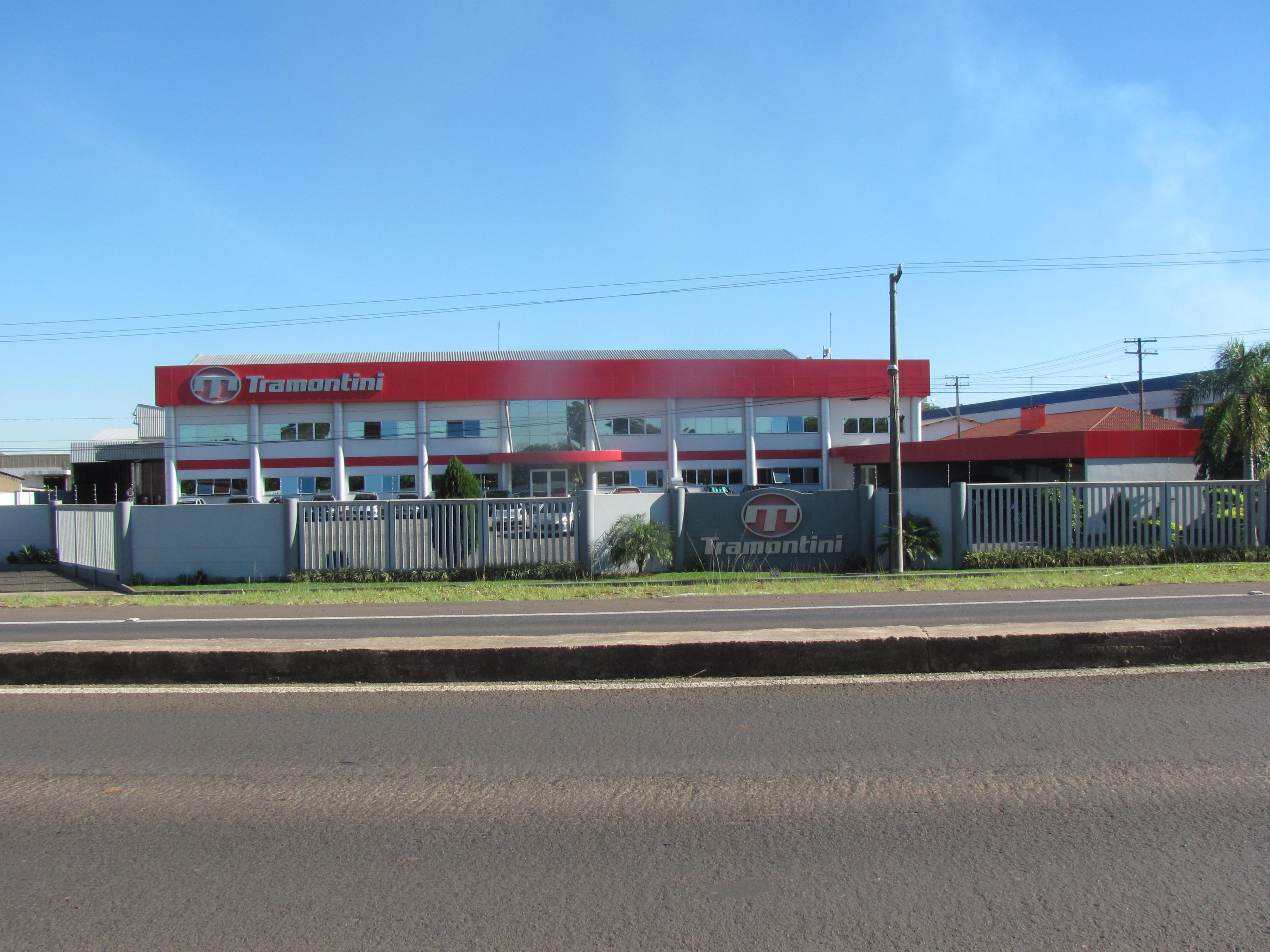
Fábrica de tratores, em Venâncio Aires (RS).

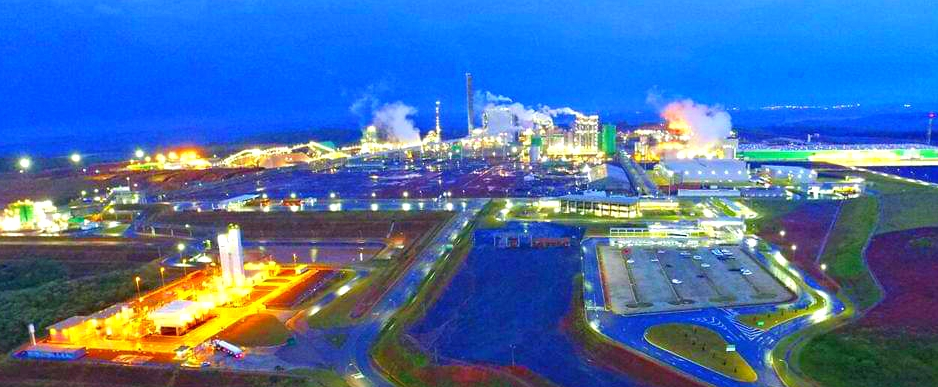
Complexo industrial da Klabin, em Ortigueira (PR).

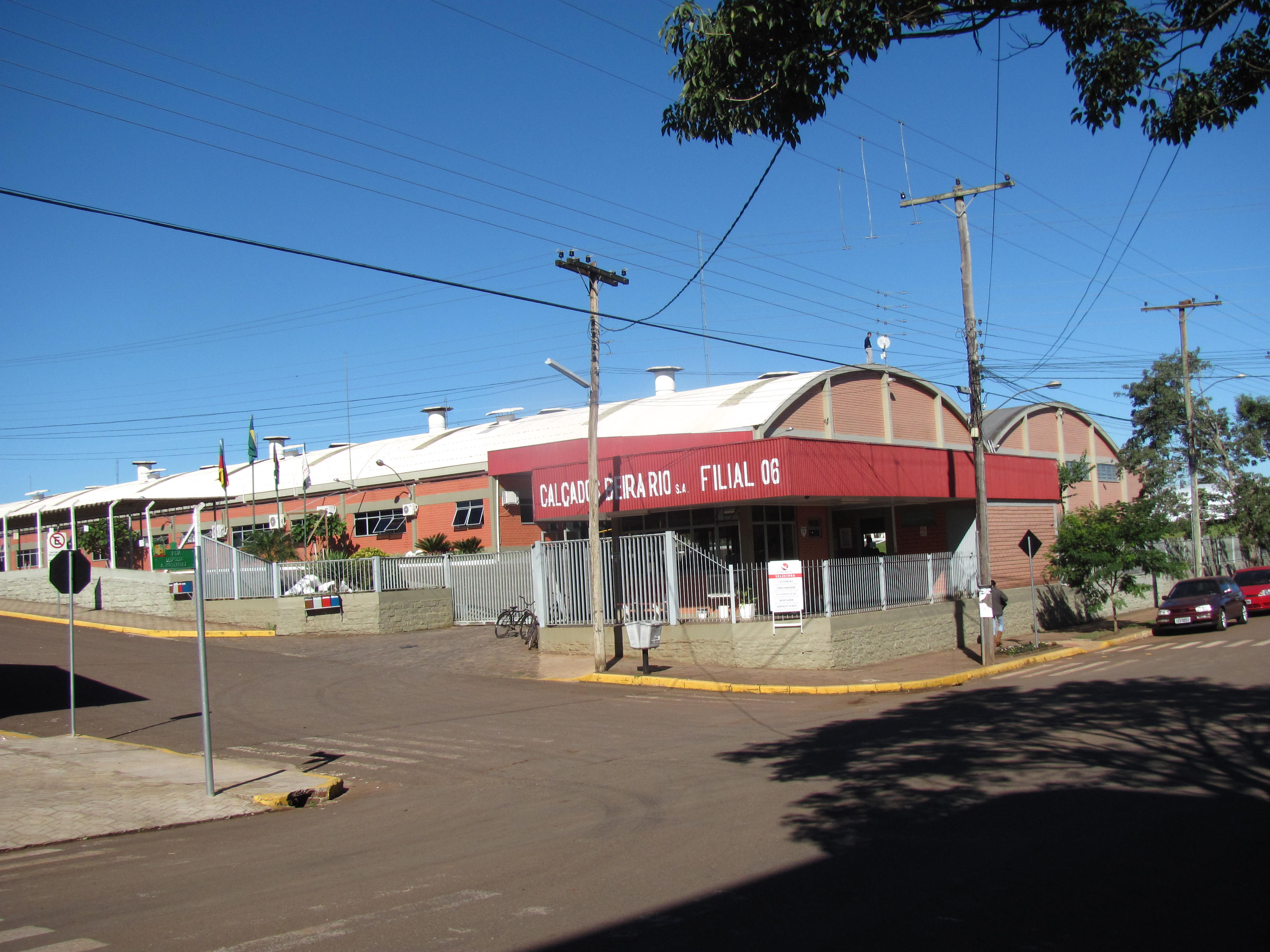
Calçados Beira Rio, em Mato Leitão (RS).

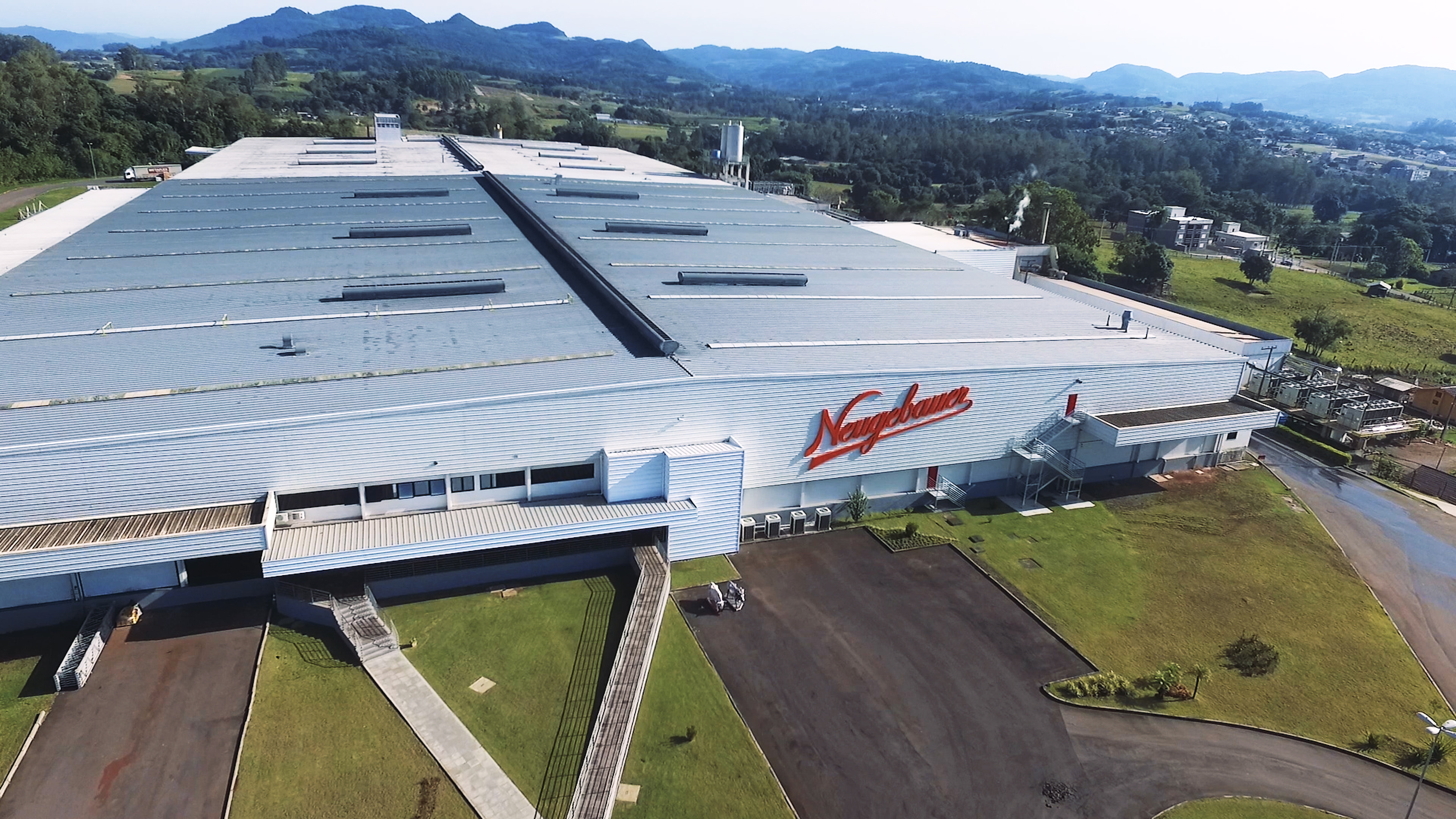
Sede da Neugebauer em Arroio do Meio (RS).

O Sul é a segunda região do Brasil em número de trabalhadores e em valor e volume da produção industrial. Esse avanço deve-se a uma boa rede de transportes rodoviários e ferroviários, grande potencial hidrelétrico, fácil aproveitamento de energia térmica, grande volume de matérias-primas e mercado consumidor com elevado poder aquisitivo.
Encontra-se na região metropolitana de Curitiba, a capital paranaense, o segundo maior pólo automobilístico da América Latina, composto por empresas como Audi, Volkswagen, Renault, Volvo, New Holland, Chrysler e produção de modelos Mazda e Mini Cooper.
A distribuição das indústrias do Sul é bastante diferente da que ocorre na região Sudeste. Nesta região predominam grandes complexos industriais com atividades diversificadas, enquanto o Sul apresenta as seguintes características:
- Presença de indústrias próximas às áreas produtoras de matérias-primas. Assim, os laticínios e frigoríficos surgem nas áreas de pecuária, as indústrias madeireiras nas zonas de araucárias, e assim por diante;
- Predomínio de estabelecimentos industriais de médio e pequeno porte em quase todo o interior da região;
- Predomínio de indústrias de transformação dos produtos da agricultura e da pecuária.

As maiores concentrações industriais situam-se nas regiões metropolitanas de Curitiba no Paraná e Porto Alegre, no Rio Grande do Sul, merecendo destaque também:
- A região metropolitana de Porto Alegre, na qual se sobressaem as indústrias automotiva, petroquímica, de tecnologia de informação e coureiro-calçadista;
- A região metropolitana de Curitiba, com sua crescente visão de planejamento, mudou o rumo econômico do Sul implantando o segundo maior pólo automobilístico da América Latina. Juntamente com o norte catarinense, a região metropolitana de Curitiba concentra a melhor e mais avançada mão-de-obra técnica e especializada na manufatura de itens de segunda e terceira geração, atraindo a maioria dos investimentos tecnológicos destinados à região;
- O norte do Paraná, onde estão localizadas cidades tais como Londrina, Maringá, Apucarana, Cianorte, entre outras, favorecidas pela grande quantidade de Vestuário, matérias-primas e fontes de energia, rede de transportes desenvolvida e localização geográfica favorecida,ligando os maiores pólos econômicos do país com o interior da região Sul;
- A região do vale do rio Itajaí, em Santa Catarina, na qual se destaca a indústria têxtil, cujos centros econômicos são: Joinville, Blumenau, Itajaí e Brusque. Em 2015, Santa Catarina era o 2.º maior polo empregador têxtil e do vestuário do Brasil. Ocupava a liderança nacional na fabricação de travesseiros e é o maior produtor da América Latina e o segundo do mundo em etiquetas tecidas. É o maior exportador do País de roupas de toucador/cozinha, de tecidos atoalhados de algodão e de camisetas de malha de algodão.[53] Algumas das empresas mais famosas da região são Hering, Malwee, Karsten e Haco.[54]
- A indústria de cristais finos e softwares, com sedes próprias em Blumenau;
- A indústria moveleira em São Bento do Sul, Palhoça e Rio Negrinho, em Santa Catarina: O estado destaca-se em nível nacional na produção de móveis de madeira. Nestas cidades concentra-se o maior volume de empresas. A indústria possui uma participação de 7,5% no setor nacional. O Estado é o segundo maior exportador de móveis do país (2014). A indústria madeireira de Santa Catarina tem destaque com uma participação de 17,1% no Brasil. Está entre as maiores do País em produção de portas de madeira e é líder nacional em molduras.[55]
- O litoral sul de Santa Catarina, onde desenvolvem-se atividades industriais associadas à exploração do carvão, projetando na região onde ficam cidades como Imbituba, Laguna, Criciúma e Tubarão;
- A região de Caxias do Sul, Garibaldi e Bento Gonçalves, onde estão instaladas as máquinas e os equipamentos da principal indústria vinícola do Brasil.
- A região que inclui a cidade gaúcha de Santa Cruz do Sul, no interior do Rio Grande do Sul, com uma expressiva produção de tabaco para a fabricação de cigarros.
- A porção noroeste do Rio Grande do Sul, incluindo o vale do rio Uruguai, onde merecem destaque as indústrias de beneficiamento de produtos agrícolas, especialmente trigo, soja e milho. Passo Fundo, Santo Ângelo, Cruz Alta e Erechim são as cidades mais importantes dessa área;
- O Campanha Gaúcha, onde se destacam Bagé, Uruguaiana (maior município produtor de arroz do Brasil), Alegrete e Santana do Livramento, cidades que possuem grandes frigoríficos, em geral, controlados pelo capital transnacional;
- O litoral lagunar do Rio Grande do Sul, onde Pelotas (indústria de frigorícos) e Rio Grande (maior porto marítimo da região) se destacam.

Além dessas concentrações industriais, merecem destaque como cidades industriais isoladas: Ponta Grossa, Cascavel, Foz do Iguaçu, Guarapuava e Paranaguá, no Estado do Paraná; Florianópolis, Joinville, Lages, Blumenau e Chapecó em Santa Catarina; e Santa Maria, no Rio Grande do Sul.
Em Santa Catarina, a indústria de máquinas e equipamentos se destaca na fabricação de compressores, sendo líder nas exportações deste produto entre os estados do País. Também é importante produtor de equipamentos florestais. Na metalurgia, o estado tem o maior fabricante nacional de pias, cubas e tanques em aço inox, de troféus e medalhas, de elementos de fixação (parafusos, porcas, etc.), de tanques jaquetados para combustíveis, de vasos de pressão industriais e de conexões em ferro maleável. É líder mundial em blocos e cabeçotes de ferro para motores, sendo o maior exportador do Brasil deste produto.
Na Indústria alimentar, em 2019, o Brasil era o 2.º maior exportador de alimentos industrializados do mundo, com um valor de U$ 34,1 bilhões em exportações. O faturamento da indústria brasileira de alimentos e bebidas em 2019 foi de R$ 699,9 bilhões, 9,7% do Produto Interno Bruto do país. Em 2015, o setor industrial de alimentos e bebidas no Brasil compreendia 34.800 empresas (sem contar as padarias), a grande maioria de pequeno porte. Estas empresas empregavam mais de 1.600.000 trabalhadores, tornando a indústria de alimentos e bebidas na maior empregadora da indústria de transformação. Existem por volta de 570 empresas de grande porte no Brasil, as quais concentram boa parte do faturamento total da indústria. As 50 maiores são: JBS, AMBEV, Bunge, BRF, Cargill, Marfrig, LDC do Brasil, Amaggi, Minerva Foods, Coca Cola Femsa, Aurora, Vigor, M.Dias Branco, Camil Alimentos, Solar.Br, Granol, Caramuru Alimentos, Bianchini, Copacol, Citrosuco, Três Corações Alimentos S.A., Itambé, Ajinomoto, Algar Agro, Piracanjuba, Vonpar, Agrex, Frimesa, GTFoods Group, Grupo Simões, Elebat Alimentos, Garoto, Pif Paf Alimentos, J. Macêdo, Frigol, Josapar, Olfar Alimento e Energia, Embaré, Alibem, Dalia Alimentos, Asa Participações, Cacique, Frisa, Arroz Brejeiro, Gomes da Costa, Pamplona, Moinhos Cruzeiro do Sul, Better Beef, SSA Alimentos e Correcta A multinacional Coca Cola tem fábricas nos 3 estados do Sul. A Nestlé tem fábrica no Rio Grande do Sul. A AMBEV e a Pepsico  tem fábrica no Paraná. O Rio Grande do Sul criou empresas alimentícias como: Neugebauer, Camil Alimentos, Fruki, Cervejaria Polar, Vinícola Aurora e Vinícola Salton. Santa Catarina criou empresas como Sadia e Perdigão (que posteriormente se fundiram na BRF), Seara Alimentos (que hoje é da JBS), Aurora, Gomes da Costa, Cervejaria Eisenbahn e Hemmer Alimentos. O Paraná criou empresas como: Frimesa, C.Vale, Nutrimental, Copacol, Coopavel e Matte Leão.
No setor coureiro-calçadista (Indústria do calçado), em 2019 o Brasil produziu 972 milhões de pares. As exportações foram na casa de 10%, alcançando quase 125 milhões de pares. O Brasil está na 4.ª posição entre os produtores mundiais, atrás de China, Índia e Vietnã, e em 11.º lugar entre os maiores exportadores. Dos pares produzidos, 49% eram de plástico ou borracha, 28,8% eram de laminado sintético e apenas 17,7% eram de couro. O maior polo do Brasil fica no Rio Grande do Sul (região do Vale dos Sinos, em 25 cidades ao redor de Novo Hamburgo). O estado brasileiro que mais exporta o produto é o Rio Grande do Sul: em 2019 exportou US$ 448,35 milhões. A maioria do produto vai para os Estados Unidos, Argentina e França. O consumo interno absorve grande parte da produção. O Estado tem ou criou algumas das fábricas mais importantes do Brasil no setor, como Beira Rio, Grendene, Ortopé, Piccadilly, Usaflex, Via Marte, Bebecê, Bottero e muitas outras. Porém, o RS sofre concorrência nacionalmente dos pólos de Santa Catarina (São João Batista), São Paulo (Franca, Jaú e Birigui), e de Minas Gerais (Nova Serrana), entre outros. E, de modo geral, a indústra brasileira vem sofrendo para concorrer com o calçado chinês, que é imbatível no preço devido à diferença na cobrança de impostos de um país para o outro, fora a inexistência dos pesados tributos trabalhistas brasileiros na China, e o empresário brasileiro vem tendo que de investir em produtos de valor agregado, aliando qualidade e design, para conseguir sobreviver.
Na Indústria eletroeletrônica, o faturamento das indústrias do Brasil atingiu R$ 153,0 bilhões no ano de 2019, cerca de 3% do PIB nacional. O número de empregados no setor era de 234,5 mil pessoas. As exportações foram de US$ 5,6 bilhões, e as importações do país foram de US$ 32,0 bilhões. As importações concentram-se em componentes como processadores, microcontroladores, memórias, discos magnéticos sub montados, lasers, LED e LCD. Já cabos para telecomunicação e distribuição de energia elétrica, fios, fibras ópticas e conectores são fabricados no país. Os faturamentos das áreas de Automação Industrial e de Equipamentos industriais apresentaram acréscimos de 2,7% e 0,7%, respectivamente. O segmento de Geração, Transmissão e Distribuição de Energia Elétrica (GTD) teve queda real de 12%. Na área de Telecomunicações, o faturamento do segmento de infraestrutura cresceu 2%, enquanto que a área de telefones celulares ficou estável. O mercado de telefones celulares vendeu 48,6 milhões de unidades, com aumento de 3% na comparação com 2018. Deste total, os smartphones atingiram 45,4 milhões de unidades com incremento de 2% em relação a 2018, enquanto que os telefones celulares tradicionais somaram 3,2 milhões de unidades. No caso de bens de Informática, ficou estável. O total de PCs, notebooks, desktops e tablets comercializados no Brasil atingiram 9,2 milhões de unidades em 2019, com queda em relação ao ano anterior. Nos casos de Utilidades Domésticas e Material Elétrico de Instalação foram observados acréscimos reais de 5,5% e 10,3%. A área de Componentes Elétricos e Eletrônicos teve queda de 6%. O Brasil possui dois grandes polos de produção de eletroeletrônicos, localizados em Campinas, no Estado de São Paulo, e na Zona Franca de Manaus, no Estado do Amazonas. O país possui ainda outros polos menores, sendo um deles o de Curitiba, capital do Paraná. O polo tecnológico de Curitiba conta com companhias como Siemens e Positivo Informática. Ao todo, 87 empresas e 16 mil funcionários trabalham no Tecnoparque, uma área de 127 mil metros quadrados criada por lei estadual em 2007. O Tecnoparque pode crescer até 400 mil metros quadrados e receber até quadro vezes o número de trabalhadores que possui hoje, alcançando 68 mil pessoas.
Na indústria de eletrodomésticos, as vendas de equipamentos da chamada "linha branca" foram de 12,9 milhões de unidades em 2017. O setor teve seu pico de vendas em 2012, com 18,9 milhões de aparelhos. As marcas que mais venderam foram Brastemp, Electrolux, Consul e Philips. A Consul é originária de Santa Catarina, tendo se fundido com a paulista Brastemp e hoje fazendo parte da multinacional Whirlpool Corporation. Outra marca famosa do Sul foi a Prosdócimo, fundada em Curitiba, que foi vendida para a Electrolux.
No setor de eletroportáteis, a brasileira Britânia é originária de Curitiba.
No ramo metalúrgico o Sul tem uma das empresas mais famosas do país, a gaúcha Tramontina, que empresa mais de 8,5 mil funcionários e conta com 10 unidades fabris. Outras empresas famosas do Sul são a Marcopolo, fabricante de carrocerias de ônibus, que tinha um valor de mercado de R$ 2,782 bilhões em 2015 e a Randon, grupo de 9 empresas especialista em soluções para o transporte, que reúne fabricantes de veículos, autopeças, e implementos rodoviários - emprega cerca de 11 mil pessoas e registrou um faturamento bruto em 2017 de R$ 4,2 bilhões.

#### Dados por Estado
O Paraná tinha em 2017 um PIB industrial de R$ 92,8 bilhões, equivalente a 7,8% da indústria nacional. Emprega 763.064 trabalhadores na indústria. Os principais setores industriais são: Alimentos (19,1%), Serviços Industriais de Utilidade Pública, como Energia Elétrica e Água (18,5%), Construção (17,3%), Veículos Automotores (8,1%), e Derivados de Petróleo e Biocombustíveis (5,7%). Estes 5 setores concentram 68,7% da indústria do estado.
O Rio Grande do Sul tinha em 2017 um PIB industrial de R$ 82,1 bilhões, equivalente a 6,9% da indústria nacional. Emprega 762.045 trabalhadores na indústria. Os principais setores industriais são: Construção (18,2%), Alimentos (15,4%), Serviços Industriais de Utilidade Pública, como Energia Elétrica e Água (9,8%), Químicos (6,8%), e Máquinas e Equipamentos (6,6%). Estes 5 setores concentram 56,8% da indústria do estado.
Santa Catarina tinha em 2017 um PIB industrial de R$ 63,2 bilhões, equivalente a 5,3% da indústria nacional. Emprega 761.072 trabalhadores na indústria. Os principais setores industriais são: Construção (17,9%), Alimentos (15,9%), Vestuário (7,4%), Serviços Industriais de Utilidade Pública, como Energia Elétrica e Água (6,9%), e Têxteis (6,0%). Estes 5 setores concentram 54,1% da indústria do estado.

#### Energia
A região Sul é muito rica em xisto betuminoso e carvão mineral. O xisto é produzido principalmente na cidade de São Mateus do Sul, no Paraná, onde a Petrobras tem uma usina de processamento deste material. O carvão mineral é produzido principalmente na região de Criciúma, em Santa Catarina, e é utilizado para produzir energia elétrica nas usinas termoelétricas. Além desses minérios, a região possui também energia elétrica em abundância, graças às características de sua hidrografia — os rios caudalosos e os rios de planalto.

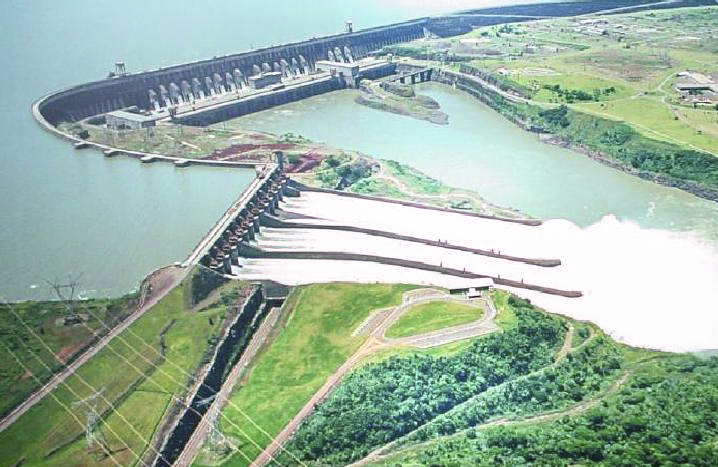
Vista aérea da Usina Hidrelétrica de Itaipu, a maior usina hidrelétrica do Brasil e uma das maiores do mundo.

A maior usina hidrelétrica da região é a Usina de Itaipu, inaugurada em 1983, que aproveita os recursos hídricos do rio Paraná, mais precisamente nas imediações das cidades de Foz do Iguaçu (Brasil), na margem esquerda e Ciudad del Este, antiga Puerto Presidente Stroessner (Paraguai), na margem direita. Como é considerada a maior usina hidrelétrica do mundo, sua energia é utilizada em partes iguais por ambos países a que pertencem, Brasil e Paraguai.
Além de abastecer a região Sul, a energia da Usina hidrelétrica de Itaipu é imensamente utilizada em outras regiões brasileiras, inclusive na região Sudeste, que é mais desenvolvida, com indústrias de grande porte.
A distribuição de energia elétrica na região Sul é controlada pela Eletrosul, com sede em Florianópolis (SC), que estende a atuação ao Estado de Mato Grosso do Sul e também a outras áreas do Brasil, devido a interligações com a rede de energia da região Sudeste.
Em relação às usinas hidrelétricas que ainda existem em atividade desde o século XX, entraram em funcionamento entre as décadas de 1990 e 2000, tais como UHE Ilha Grande, no rio Paraná, UHE Machadinho, no rio Pelotas, e UHE Itá, no rio Uruguai.

#### Usinas hidrelétricas integradas ao SIN
| # | Usina hidrelétrica                         | Rio              | Bacia             | Sub-bacia    | Estado         | Potência instalada | Início de operação | Proprietário ou acionistas                        | Observação                            |
| - | ------------------------------------------ | ---------------- | ----------------- | ------------ | -------------- | ------------------ | ------------------ | ------------------------------------------------- | ------------------------------------- |
|   | Itaipu - Binacional                        | Rio Paraná       | Paraná            | Paraná       | PR Alto Paraná | 14000 MW           | 1984               | Itaipu Binacional                                 |                                       |
|   | Foz do Areia (Gov. Bento Munhoz)           | Rio Iguaçu       | Paraná            | Iguaçu       | PR             | 1676 MW            | 1980               | COPEL                                             |                                       |
|   | Itá                                        | Rio Uruguai      | Uruguai           | Uruguai      | RS SC          | 1450 MW            | 2000               | Engie Brasil                                      | Operada por consórcio                 |
|   | Salto Santiago                             | Rio Iguaçu       | Paraná            | Iguaçu       | PR             | 1420 MW            | 1980               | Engie Brasil                                      | ex-Eletrosul                          |
|   | Segredo (Gov. Ney Braga)                   | Rio Iguaçu       | Paraná            | Iguaçu       | PR             | 1260 MW            | 1992               | COPEL                                             |                                       |
|   | Salto Caxias (Gov. José Richa)             | Rio Iguaçu       | Paraná            | Iguaçu       | PR             | 1240 MW            | 1999               | COPEL                                             |                                       |
|   | Machadinho (Carlos Ermírio de Moraes)      | Rio Uruguai      | Uruguai           | Uruguai      | RS SC          | 1140 MW            | 2002               | Votorantim Energia, Engie Brasil, CEEE, Vale S.A. | Operada por consórcio                 |
|   | Salto Osório                               | Rio Iguaçu       | Paraná            | Iguaçu       | PR             | 1078 MW            | 1975               | Engie Brasil                                      | ex-Eletrosul                          |
|   | Campos Novos                               | Rio Canoas       | Uruguai           | Uruguai      | SC             | 880 MW             | 2007               | CPFL, Votorantim Energia, CEEE                    | Operada por consórcio                 |
|   | Foz do Chapecó                             | Rio Uruguai      | Uruguai           | Uruguai      | SC RS          | 855 MW             | 2010               | CPFL, Furnas, CEEE                                | Operada por consórcio                 |
|   | Barra Grande                               | Rio Pelotas      | Uruguai           | Uruguai      | RS SC          | 690 MW             | 2005               | CPFL, Votorantim Energia                          | Operada por consórcio                 |
|   | Capivara (Escola de Engenharia Mackenzie)  | Rio Paranapanema | Paraná            | Paranapanema | SP PR          | 619 MW             | 1977               | CTG Brasil                                        | ex-CESP; ex-Duke Energy               |
|   | Taquaruçu (Escola Politécnica)             | Rio Paranapanema | Paraná            | Paranapanema | SP PR          | 525 MW             | 1992               | CTG Brasil                                        | ex-CESP; ex-Duke Energy               |
|   | Itaúba                                     | Rio Jacuí        | Atlântico-Sul     | Jacuí        | RS             | 500,4 MW           | 1979               | CEEE                                              |                                       |
|   | Chavantes                                  | Rio Paranapanema | Paraná            | Paranapanema | SP PR          | 414 MW             | 1970               | CTG Brasil                                        | ex-CESP; ex-Duke Energy               |
|   | Mauá (Gov. Jayme Canet Júnior)             | Rio Tibagi       | Paraná            | Paranapanema | PR             | 361 MW             | 2012               | COPEL, Eletrosul                                  | Operada por consórcio                 |
|   | Rosana                                     | Rio Paranapanema | Paraná            | Paranapanema | SP PR          | 354 MW             | 1987               | CTG Brasil                                        | ex-CESP; ex-Duke Energy               |
|   | Baixo Iguaçu                               | Rio Iguaçu       | Paraná            | Iguaçu       | PR             | 350,2 MW           | 2019               | Neoenergia, COPEL                                 | Operada por consórcio                 |
|   | Pai Querê                                  | Rio Pelotas      | Uruguai           | Uruguai      | RS SC          | 292 MW             | (em construção)    | Alcoa                                             | Operada por consórcio                 |
|   | Capivari-Cachoeira (Gov. Parigot de Souza) | Rio Capivari     | Atlântico-Sudeste | Ribeira      | PR             | 260 MW             | 1971               | COPEL                                             |                                       |
|   | Passo Fundo                                | Rio Passo Fundo  | Uruguai           | Uruguai      | RS             | 226 MW             | 1973               | Engie Brasil                                      | ex-Eletrosul                          |
|   | Garibaldi                                  | Rio Canoas       | Uruguai           | Uruguai      | SC             | 191,9 MW           | 2013               | CTG Brasil                                        | Operada por consórcio                 |
|   | Salto Pilão                                | Rio Itajaí-Açu   | Atlântico-Sul     | Itajaí-Açu   | SC             | 191,89 MW          | 2009               | Votorantim Energia                                | Operada por consórcio                 |
|   | Jacuí (Leonel Brizola)                     | Rio Jacuí        | Atlântico-Sul     | Jacuí        | RS             | 180 MW             | 1962               | CEEE                                              |                                       |
|   | Passo Real                                 | Rio Jacuí        | Atlântico-Sul     | Jacuí        | RS             | 158 MW             | 1973               | CEEE                                              |                                       |
|   | São Roque                                  | Rio Canoas       | Uruguai           | Uruguai      | SC             | 141,9 MW           | (em construção)    |                                                   |                                       |
|   | Monte Claro                                | Rio das Antas    | Atlântico-Sul     | Jacuí        | RS             | 130 MW             | 2004               | CPFL, CEEE, Statkraft Brasil                      | Operada por consórcio                 |
|   | Castro Alves                               | Rio das Antas    | Atlântico-Sul     | Jacuí        | RS             | 130 MW             | 2008               | CPFL, CEEE, Statkraft Brasil                      | Operada por consórcio                 |
|   | Dona Francisca                             | Rio Jacuí        | Atlântico-Sul     | Jacuí        | RS             | 125 MW             | 2001               | COPEL, CEEE, Statkraft Brasil                     | Operada por consórcio                 |
|   | Santa Clara                                | Rio Jordão       | Paraná            | Iguaçu       | PR             | 120,16 MW          | 2005               | COPEL                                             | Operada por consórcio                 |
|   | Fundão                                     | Rio Jordão       | Paraná            | Iguaçu       | PR             | 120,16 MW          | 2006               | COPEL                                             | Operada por consórcio                 |
|   | Quebra Queixo                              | Rio Chapecó      | Uruguai           | Uruguai      | SC             | 120 MW             | 2003               | Queiroz Galvão Energia                            | Operada por consórcio                 |
|   | 14 de Julho                                | Rio das Antas    | Atlântico-Sul     | Jacuí        | RS             | 100 MW             | 2008               | CPFL, CEEE, Statkraft Brasil                      | Operada por consórcio                 |
|   | Canoas I                                   | Rio Paranapanema | Paraná            | Paranapanema | SP PR          | 82,5 MW            | 1999               | Votorantim Energia, CTG Brasil                    | Operada por consórcio; ex-Duke Energy |
|   | Passo São João                             | Rio Ijuí         | Uruguai           | Uruguai      | RS             | 77 MW              | 2012               | Eletrosul                                         |                                       |
|   | Monjolinho (Alzir S. Antunes)              | Rio Passo Fundo  | Uruguai           | Uruguai      | RS             | 74 MW              | 2009               | Statkraft Brasil                                  |                                       |
|   | Salto Grande (Lucas Nogueira Garcez)       | Rio Paranapanema | Paraná            | Paranapanema | SP PR          | 73,8 MW            | 1958               | CTG Brasil                                        | ex-CESP; ex-Duke Energy               |
|   | Canoas II                                  | Rio Paranapanema | Paraná            | Paranapanema | SP PR          | 72 MW              | 1999               | Votorantim Energia, CTG Brasil                    | Operada por consórcio; ex-Duke Energy |
|   | Santa Branca                               | Rio Tibagi       | Paraná            | Paranapanema | PR             | 62 MW              | (em construção)    |                                                   | Operada por consórcio                 |
|   | São João                                   | Rio Chopim       | Paraná            | Iguaçu       | PR             | 60 MW              | (em construção)    | Gerdau                                            | Operada por consórcio                 |
|   | São José                                   | Rio Ijuí         | Uruguai           | Uruguai      | RS             | 51 MW              | 2011               | Alupar                                            | Operada por consórcio                 |
|   | Cachoeirinha                               | Rio Chopim       | Paraná            | Iguaçu       | PR             | 45 MW              | (em construção)    | Gerdau                                            | Operada por consórcio                 |
|   | Ourinhos                                   | Rio Paranapanema | Paraná            | Paranapanema | SP PR          | 44 MW              | 2005               | Votorantim Energia                                |                                       |
|   | Tibagi Montante                            | Rio Tibagi       | Paraná            | Paranapanema | PR             | 36 MW              | 2019               |                                                   |                                       |

#### Construção civil
Na área da construção civil, o Sudeste representava 62% do total do país em 2012, com um valor total de R$ 208,6 bilhões. O Nordeste era a segunda região com maior peso na construção nacional, respondendo por 14,2% do valor total de incorporações, obras e serviços (R$ 47,8 bilhões). O Sul vinha logo depois, com 13,3% (R$ 44,6 bilhões). O total de trabalhadores na construção civil do sudeste em 2012 foi de 1,55 milhão de pessoas. O Nordeste tinha 545,3 mil, e o Sul 391,4 mil. O Sudeste também concentrava a maior parte das empresas ativas de construção, com 51,2 mil das 104,3 mil contabilizadas em todo o país. O Sul estava em segundo lugar, com 27,4 mil, seguido pelo Nordeste, com 13,9 mil.

### Setor terciário

#### Comércio
Em 2017, o pessoal ocupado em atividades comerciais no Brasil foi de 10,2 milhões de pessoas (74,3% no comércio varejista, 17,0% no comércio por atacado e 8,7% no comércio de veículos, peças e motocicletas). O número de empresas comerciais foi de 1,5 milhão, e a quantidade de lojas foi de 1,7 milhão. A atividade comercial no país gerou R$ 3,4 trilhões de receita operacional líquida (receita bruta menos as deduções, tais como cancelamentos, descontos e impostos) e R$ 583,7 bilhões de valor adicionado bruto. A margem do comércio (definida pela diferença entre a receita líquida de revenda e o custo de mercadorias vendidas) chegou a R$ 765,1 bilhões em 2017. Desse total, o varejo foi responsável por 56,4%, o atacado por 36,0% e o comércio de veículos, peças e motocicletas por 7,6%. Já na receita operacional líquida de 2017, o varejo teve 45,5%, o atacado teve 44,6% e o setor de veículos automotores teve 9,9%. Entre os grupamentos de atividades comerciais, Hipermercados e Supermercados tinham 12,5%; o comércio atacadista de combustíveis e lubrificantes tinha 11,3%; o comércio varejista e atacadista de produtos alimentícios, bebidas e fumo tinha 4,8% e 8,4%, respectivamente; o comércio de veículos automotores, tinha 6,1%; ; o comércio atacadista de máquinas, aparelhos e equipamentos, inclusive TI e comunicação tinha 3,7%.
Entre as grandes regiões, em 2017 o Sudeste foi responsável pela maior parcela da receita bruta de revenda (50,5%), do número de lojas (49,2%), do pessoal ocupado (51,2%) e dos salários, retiradas e outras remunerações (55%). A região Sul aparece na segunda posição no Brasil em todos estes quesitos: tem 20% da receita bruta de revenda, 21,8% do número de lojas, 19,9% do pessoal ocupado e 20,4% dos salários, retiradas e outras remunerações. Analisando por estado, na receita bruta, o Paraná tem 37,8% da receita da Região Sul, o Rio Grande do Sul tem 34,6% e Santa Catarina tem 27,6%.

#### Transportes

Sistema rodoviário brasileiro, com as rodovias duplicadas destacadas em vermelho

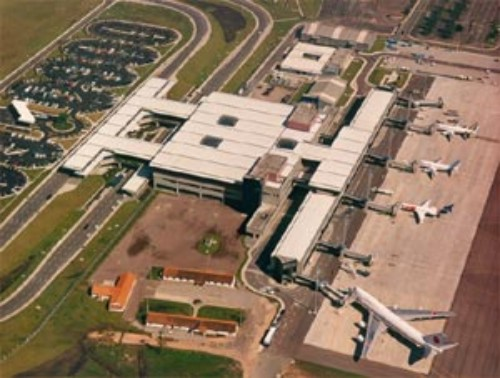
Aeroporto Internacional Afonso Pena, no município de São José dos Pinhais (PR).

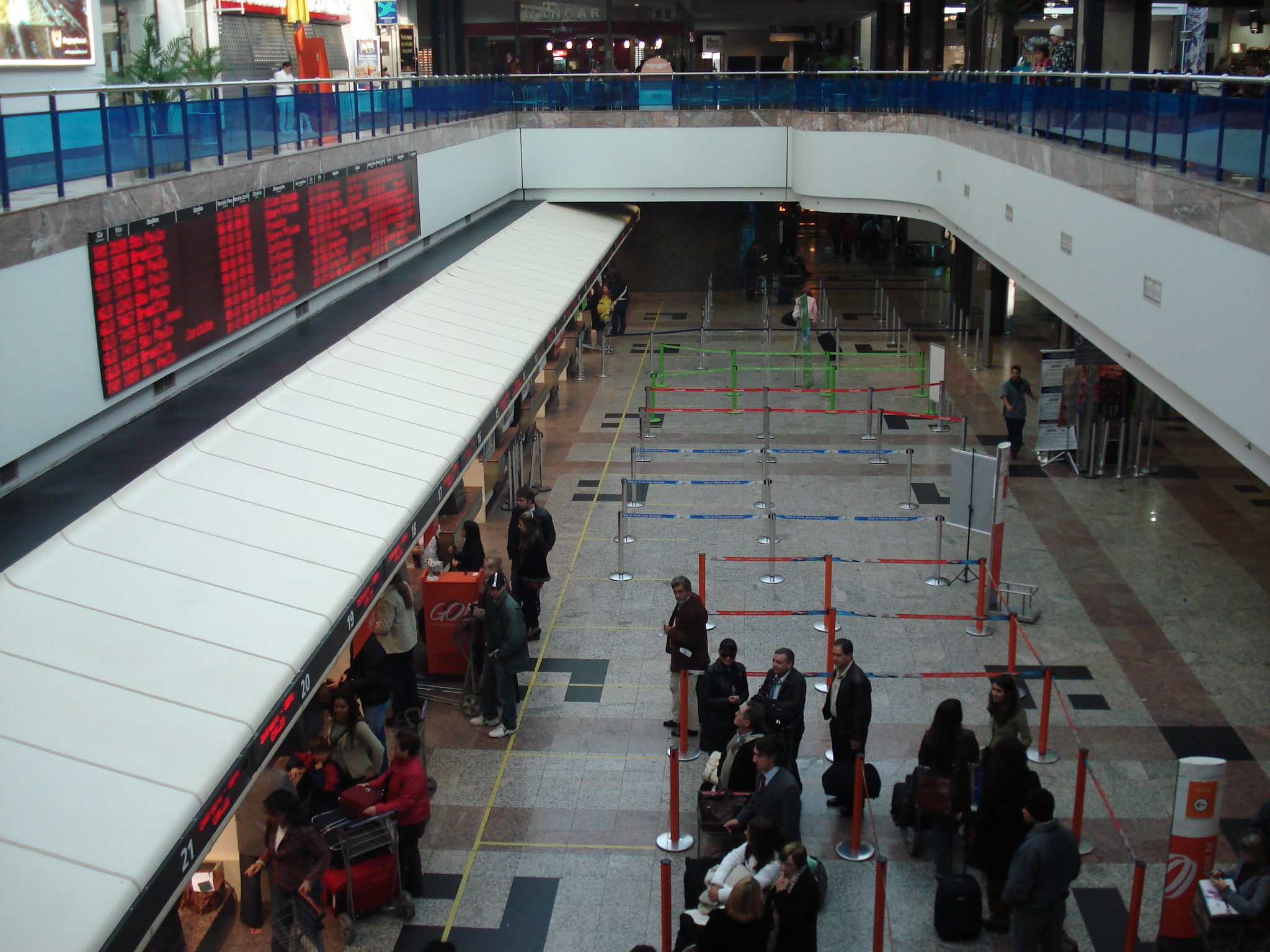
Aeroporto Internacional Salgado Filho, em Porto Alegre

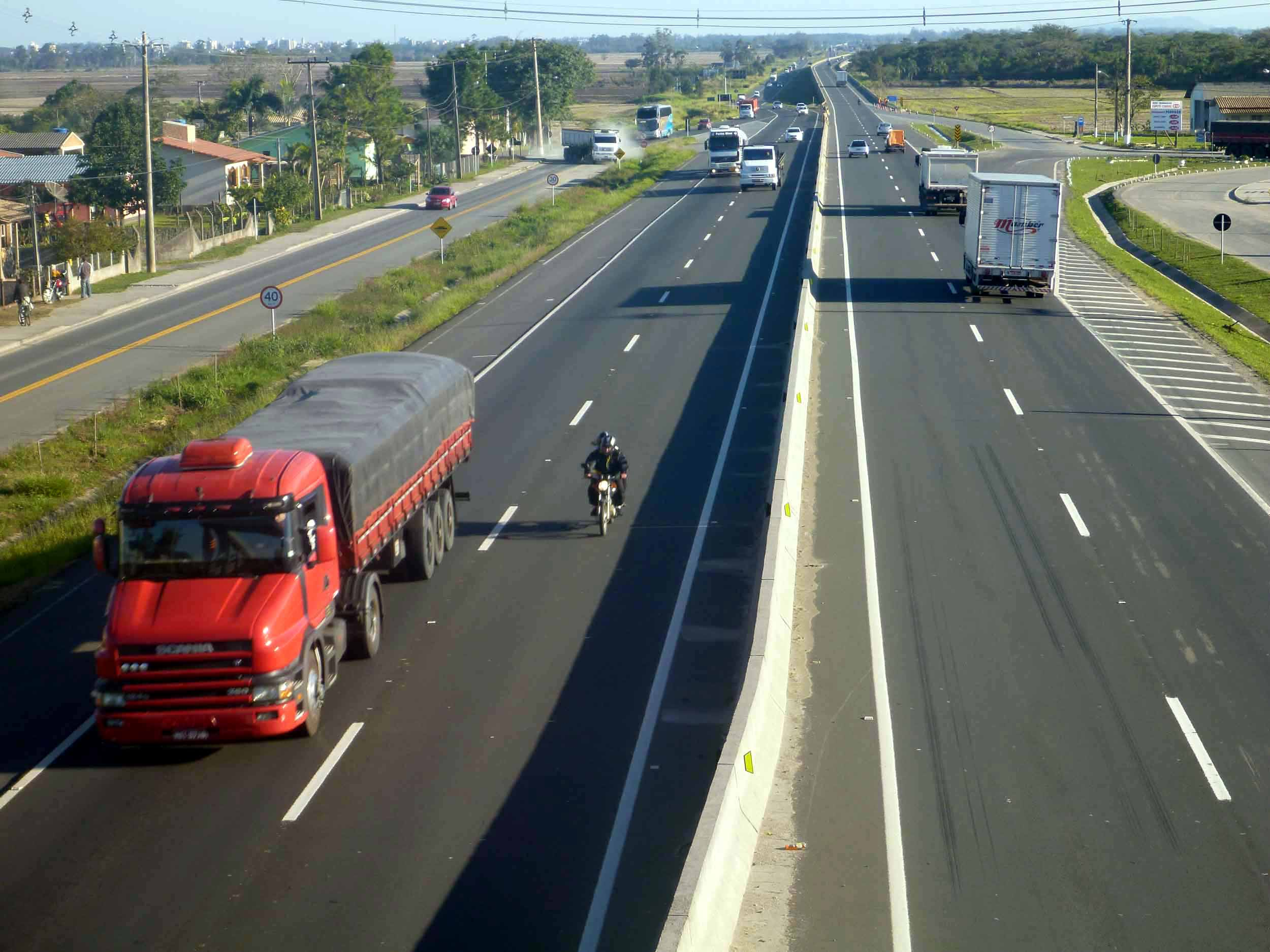
Trecho da BR-101 em Santa Catarina.

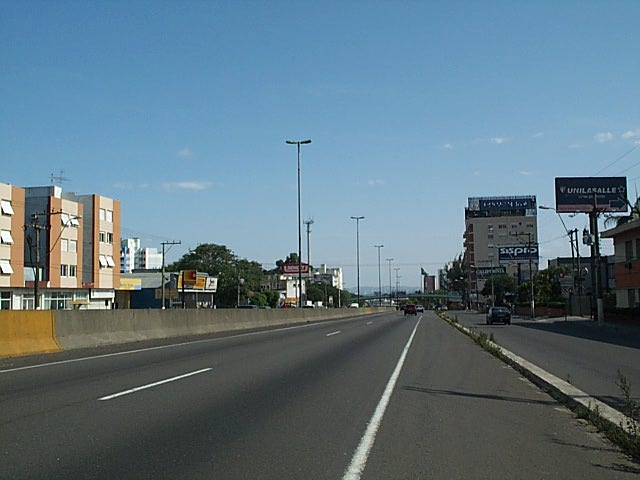
BR-116 em Canoas, Rio Grande do Sul.

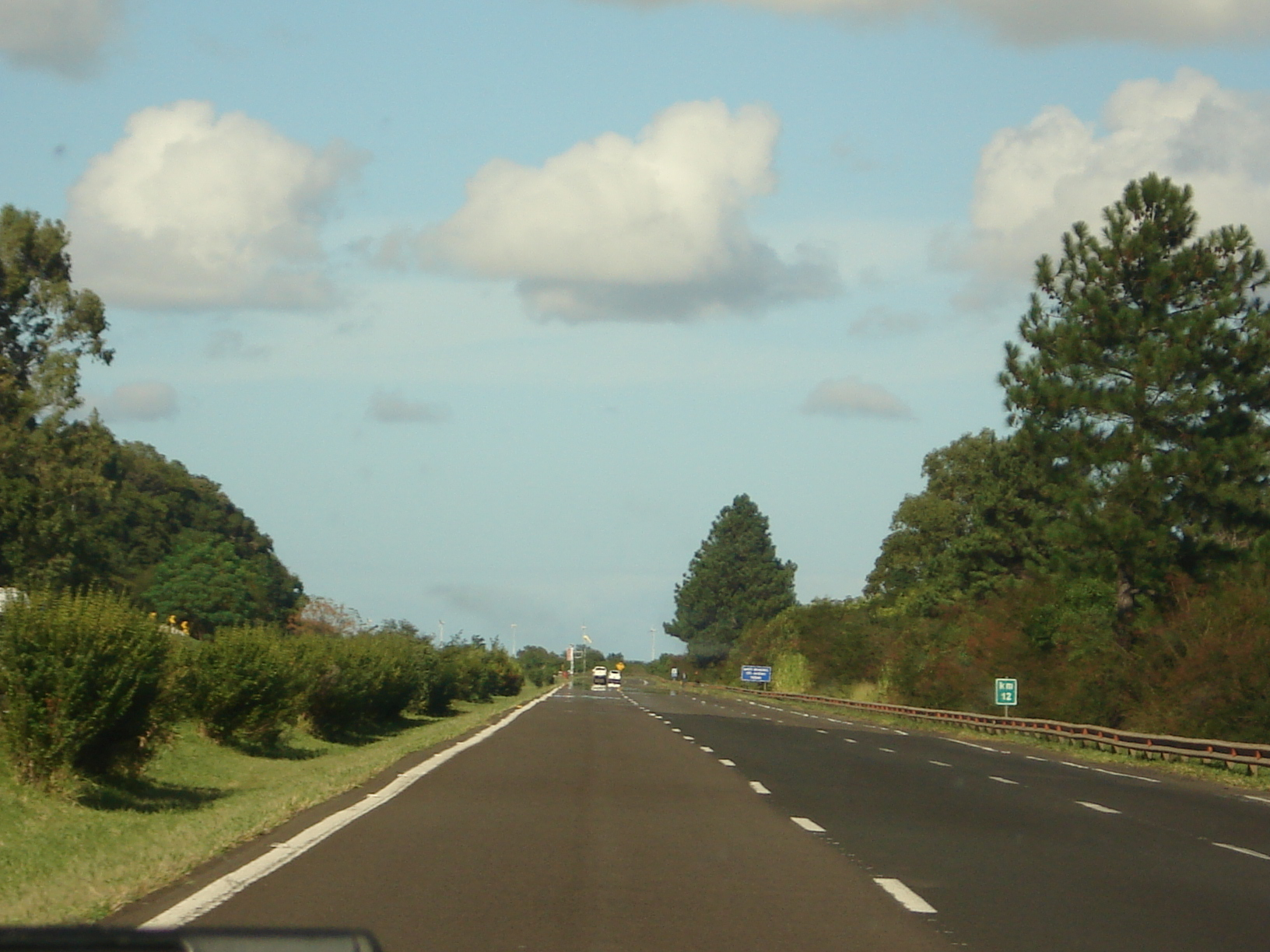
BR-290 em Osório, RS, trecho conhecido como Freeway.

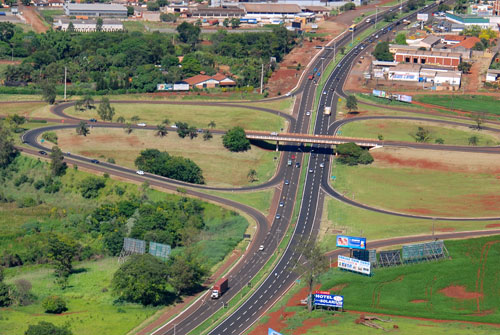
BR-369 em Londrina, Paraná.

O Sul é razoavelmente bem servido no setor de transportes, dispondo de condições naturais que facilitam a implantação de uma boa malha rodoviária e ferroviária. Além disso, o fato de sua população distribuir-se uniformemente, sem grandes vazios populacionais, permite que sua rede de transportes seja mais eficiente e lucrativa.
Quase todas as principais cidades da região são servidas por linhas da Rede Ferroviária Federal (RFFSA). O Rio Grande do Sul, hoje, possui uma malha de 3.260 quilômetros de linhas e ramais ferroviários, utilizadas para cargas. A maior parte apresenta bitola métrica, sendo que apenas cinco quilômetros apresentam bitola mista, com objetivo de realizar a integração com as malhas argentinas e uruguaias. Atualmente, alguns trechos das ferrovias não estão em operação regular e os terminais ferroviários que apresentam maior concentração de cargas localizam-se nas proximidades da Grande Porto Alegre, Passo Fundo, Santa Maria,  Cruz Alta e Uruguaiana. Já em Santa Catarina, as estradas de ferro, geridas em parte pela América Latina Logística, possuem dois troncos principais, os quais atravessam o estado de norte a sul: o primeiro corta Mafra e Lages e o segundo passa por Porto União, Caçador e Joaçaba. No norte do estado, uma linha de leste a oeste conecta as cidades ao litoral, atendendo Porto União, Canoinhas, Mafra, São Bento do Sul, Joinville e São Francisco do Sul. Demais ferrovias catarinenses atendem o vale do Itajaí e a região mineradora carbonífera, conectando-a com os portos de Laguna e Imbituba. Já no Paraná, o sistema ferroviário participa notavelmente da vida econômica do estado. No setor sul, as linhas da Ferroeste (Antiga Ferropar), a Ferrovia da Soja, que a iniciativa privada em 1997 começou a operar e que o governo retomou no início de 2007, no trecho de Guarapuava a Cascavel, estendendo-se (em projeto) até Guaíra e Foz do Iguaçu. Outra estrada de ferro liga do Porto de Paranaguá até Curitiba, Guarapuava, Londrina, Ponta Grossa e Maringá. De norte a sul, são encontradas as linhas da Rumo ALL, ex-América Latina Logística, que corresponde à malha meridional da ex-Rede Ferroviária Federal, que também privatizou-se na década de 1990, que liga o Paraná com aos estados de São Paulo, Santa Catarina e Rio Grande do Sul.
Também os mais movimentados aeroportos do Brasil, depois dos aeroportos da região Sudeste e de Brasília, estão localizados no Sul. Os aeroportos mais importantes do Rio Grande do Sul são o Aeroporto Internacional de Porto Alegre, o Aeroporto de Caxias do Sul, o Aeroporto de Passo Fundo, o Aeroporto Internacional de Pelotas, o Aeroporto Internacional de Bagé e o Aeroporto de Santa Maria. Os mais importantes de Santa Catarina são o Aeroporto Internacional de Navegantes, o Aeroporto Internacional de Florianópolis, o Aeroporto de Chapecó, o Aeroporto de Joinville, o Aeroporto de Jaguaruna e o Aeroporto de Lages. Já no Paraná, os mais importantes são o Aeroporto Internacional de Curitiba, o Aeroporto Internacional de Foz do Iguaçu, o Aeroporto de Londrina, o Aeroporto de Maringá, o Aeroporto de Ponta Grossa e o Aeroporto de Guarapuava.
Esta região possui ainda portos marítimos em atividade: o de Paranaguá, que exporta principalmente café e soja; os portos de Imbituba e Laguna, em Santa Catarina, exportadores de carvão mineral; os portos de Florianópolis, São Francisco do Sul, Itajaí e Itapoá (Primeiro Porto Privado do Brasil) também em Santa Catarina, exportadores de madeira e Produtos Frigoríficos; e finalmente os portos de Rio Grande e Porto Alegre, no Rio Grande do Sul, pelos quais passam mercadorias diversificadas.
No setor rodoviário, a Região Sul vem ficando com um problema de defasagem na capacidade de suas rodovias. Muitas delas atualmente necessitam de duplicação, visto que carregam mais de 7 mil veículos/dia (ponto onde fica necessário duplicar a estrada) e a Economia do país, que vem atravessando turbulências desde 2013, trava a velocidade das obras necessárias, que custam bilhões, e muitas vezes precisam ser realizadas pelo Governo Federal, visto que a maioria das rodovias mais importantes são BRs Federais. Com isso, o Governo vem concedendo à iniciativa privada as rodovias de maior movimento, em troca das necessárias obras de ampliação, modernização e conservação das rodovias.
Apesar dos problemas, o transporte rodoviário é o mais desenvolvido. A região conta com várias estradas importantes, tais como:
- A BR-101, que passa mais pelo litoral, praticamente ligando as 3 capitais do Sul, além de passar por onde estão a maioria das 25 cidades do estado de Santa Catarina com maior PIB. É a melhor e mais importante rodovia do Sul, por estar toda duplicada entre Porto Alegre, Florianópolis e Joinville, e devido ao seu peso econômico e turístico para a região [113];
- A BR-116, que corre paralelamente à 101, porém passando mais ao interior. Liga a divisa do Rio Grande do Sul com o Uruguai, até a divisa do Paraná com São Paulo. É duplicada entre Porto Alegre e Novo Hamburgo, e entre Curitiba e a divisa SP-PR. Atualmente está sendo duplicada também entre Porto Alegre e Pelotas. Liga cidades importantes como Pelotas, Porto Alegre, Novo Hamburgo, Vacaria, Lages, Curitibanos, Mafra e Curitiba;
- A BR-158, que corre paralelamente à 116, porém passando totalmente pelo interior dos estados. Liga a divisa do Rio Grande do Sul com o Uruguai (na turística e comercial cidade de Rivera), até a divisa do Paraná com São Paulo. Liga cidades importantes como Santa Maria, Cruz Alta, margeia a área de Chapecó, e ainda passa por Pato Branco e Maringá;
- A BR-290 que corta o Rio Grande do Sul ao meio, ligando o litoral do RS em Osório à capital Porto Alegre (pela famosa Freeway) e à cidade de Uruguaiana, na fronteira Brasil-Argentina, porta de entrada de turistas e rota importantíssima de comércio brasileira com os países vizinhos;
- A BR-287, outra rodovia que corta o Rio Grande do Sul ao meio, ligando a capital Porto Alegre à fronteira com a Argentina, passando por algumas das cidades com maior PIB no estado, como Venâncio Aires, Santa Cruz do Sul e Santa Maria, principal região produtora de tabaco e erva-mate do Brasil. Por ter alta importância, já há uma duplicação prevista para ser realizada entre Tabaí, Venâncio Aires, Santa Cruz do Sul e Santa Maria;
- A BR-285, outra rodovia que corta o Rio Grande do Sul ao meio, ligando a fronteira Brasil-Argentina na cidade de São Borja com o litoral catatinense na cidade de Araranguá, passando por cidades importantes como Carazinho, Passo Fundo e Vacaria. A rodovia recebe uma enorme quantidade de turistas argentinos no verão, além de transportar a produção agropecuária do estado;
- A BR-386, que corta o Rio Grande do Sul em diagonal, ligando a capital Porto Alegre ao extremo oeste catarinense, ligando cidades como Canoas, Lajeado, Soledade, Carazinho, e indo até a fronteira RS-SC, em Iraí, já perto da cidade de Chapecó. É chamada de "Rodovia da Produção", tamanha a sua importância para o Estado. Já é duplicada de Canoas até Lajeado e já há duplicação programada entre Lajeado e Carazinho;
- A BR-282 que corta o estado de Santa Catarina no meio, ligando o litoral ao interior (via Florianópolis, Lages e Chapecó, 3 das maiores cidades do estado) e chegando à divisa com a Argentina;
- A BR-470, que também quase corta o estado de Santa Catarina ao meio, passando por áreas de grande importância econômica, ligando as cidades de Itajaí, Blumenau, Rio do Sul, Curitibanos e Campos Novos, daí curvando em direção ao Rio Grande do Sul. Devido à sua importância,já está sendo realizada duplicação nas áreas entre Itajaí e Blumenau;
- A BR-280, que margeia o norte do estado de Santa Catarina, ligando o porto de São Francisco do Sul à Joinville, Jaraguá do Sul, Mafra e Porto União, daí seguindo pelo sul do Paraná, passando por Pato Branco, onde também chega à divisa com a Argentina. Devido à sua importância,já está sendo realizada duplicação nas áreas entre o porto de São Francisco do Sul, Joinville e Jaraguá do Sul;
- A BR-277, que corta o Paraná horizontalmente, liga o Porto de Paranaguá até a fronteira Brasil-Paraguai em Foz do Iguaçu, passando por Curitiba, Guarapuava e Cascavel. A rodovia tem um grande movimento turístico e grande importância comercial, havendo projetos para duplicá-la completamente, já estando duplicada entre Paranaguá, Curitiba e a ligação com a BR-376;
- A BR-369, que liga Foz do Iguaçu à São Paulo, passando por algumas das maiores cidades paranaenses, como Cascavel, Campo Mourão, Maringá e Londrina. Existem projetos para duplicá-la completamente, já havendo pistas duplicadas em alguns trechos, como Foz do Iguaçu-Medianeira, e Campo Mourão-Maringá-Londrina-Jataizinho;
- A BR-376, que liga Curitiba ao Mato Grosso do Sul, passando por cidades como Ponta Grossa, as cidades produtoras de celulose Telêmaco Borba e Ortigueira, e Londrina, entre outras. Existem projetos para duplicá-la completamente, já havendo pistas duplicadas em alguns trechos, como o Curitiba-Ponta Grossa e Apucarana-Maringá-Paranavaí.

Como as demais regiões do Brasil, os transportes ferroviários e rodoviários necessitam de grandes investimentos do Governo Federal e da iniciativa privada, da ordem de bilhões de reais, que permitam a manutenção e melhoria das vias já existentes, e a abertura de outras novas.

#### Turismo
O faturamento do turismo no país em 2019 totalizou R$ 238,6 bilhões. O Sudeste respondeu por 61,6% do faturamento do setor turístico, com R$ 147 bilhões. O Sul ficou em 2.º lugar entre as regiões do país, com 15,9% do total (R$ 37,9 bilhões). Nordeste (12,6%, R$ 30 bilhões), Centro-Oeste (6,9%, R$ 16,5 bilhões) e Norte (3,0%, R$ 7,3 bilhões) completam o quadro. Os segmentos de restaurantes e similares (53,3%), transporte de passageiros (26%) e de hospedagem e similares (11%) foram responsáveis por 90% das vendas turísticas, com valor em torno de R$ 216 bilhões. Há, hoje, 2,9 milhões de trabalhadores no setor, sendo 67% nas atividades de hospedagem e alimentação.

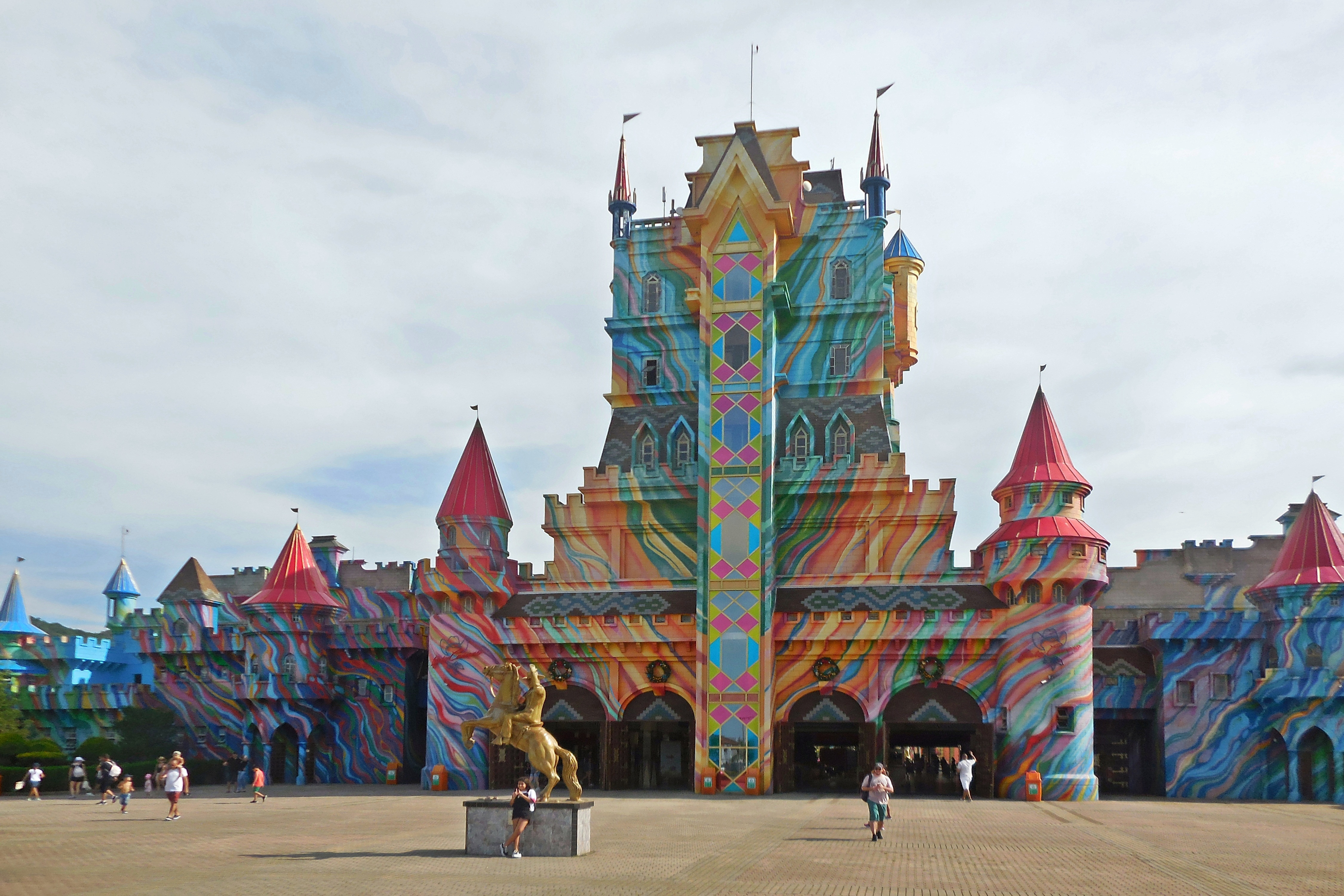
Beto Carrero World, em (SC).

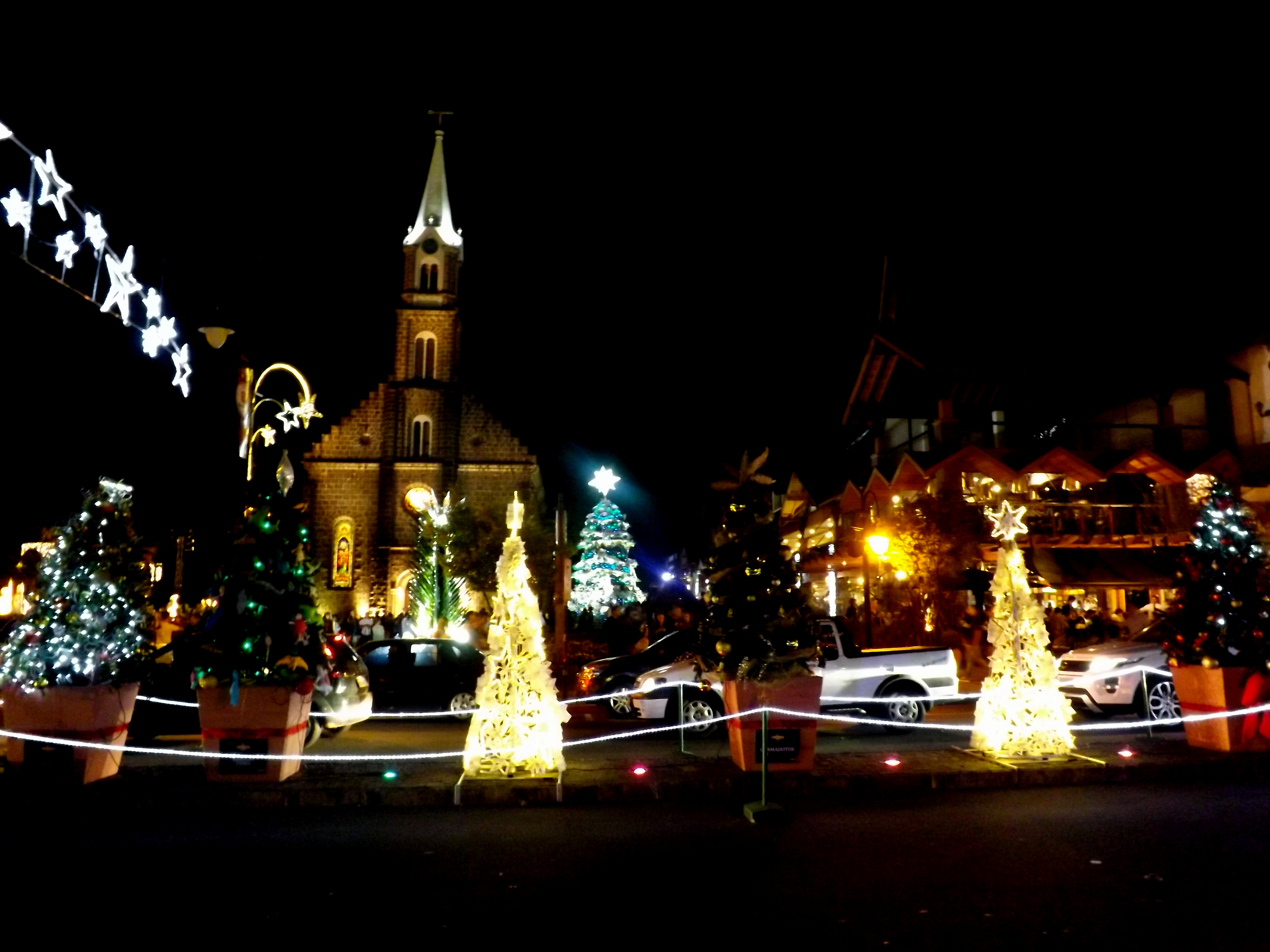
Natal Luz em Gramado (RS).

O Parque Nacional do Iguaçu, onde se localizam as Cataratas do Iguaçu, é uma Unidade de Conservação brasileira. Está localizado no extremo-oeste do estado do Paraná, tendo sido criado em 10 de janeiro de 1939 , através do decreto lei nº 1.035. Sua área total é de 185.262,2 hectares. Em 1986 recebeu o título, concedido pela UNESCO, de Patrimônio Mundial.
Durante os dias quentes de verão, as praias catarinenses são procuradas e freqüentadas por turistas do Brasil inteiro e de outros países estrangeiros. Florianópolis, atrás apenas das cidades do Rio de Janeiro (RJ) e Salvador (BA), é uma das capitais brasileiras mais visitadas. Com o fim da crise econômica nos países do Mercosul, parte do movimento de argentinos, uruguaios e paraguaios voltou ao proveito do turismo de verão, em cidades balneárias tais como Balneário Camboriú e Barra Velha. São pontos turísticos os patrimônios da humanidade: Cataratas do Iguaçu no Parque Nacional do Iguaçu, no Paraná e as Ruínas Jesuítico-Guaranis de São Miguel das Missões, no Rio Grande do Sul.
As serras gaúcha e catarinense atraem turistas no inverno rigoroso, que vêm aproveitar as temperaturas mais baixas e tentam ter uma chance de ver a neve, em locais como Urubici (SC). São Joaquim (SC), a cidade vizinha, é conhecida como a cidade mais fria do Brasil. As famosas Gramado(RS) e Canela(RS) recebem milhões de visitantes ao ano, formando o maior pólo turístico do Rio Grande do Sul e um dos mais importantes do Brasil. E em Cambará do Sul (RS), localiza-se o Parque Nacional de Aparados da Serra, onde fica o cânion do Itaimbezinho.
O charme e o requinte da colonização européia de Curitiba fazem com que a capital paranaense atraia um número cada vez maior de visitantes que buscam as belezas do planejamento urbano, as delícias do bairro de Santa Felicidade e as modernidades culturais do Sul concentradas no Museu Oscar Niemeyer. Curitiba concentra, também, a melhor e maior estrutura hoteleira do Sul regada à segunda melhor cadeia gastronômica do país.

#### Paraná
O Paraná é um dos estados que tem um grande número de parques nacionais, destacando-se o Parque Nacional do Iguaçu e o Parque Nacional do Superagui. Foz do Iguaçu, com cerca de 250 quedas-d’águas e 75 metros de altura, é conhecida internacionalmente. A Garganta do Diabo é uma das atrações do maior conjunto de cataratas do mundo.
A Serra do Mar, porção de Mata Atlântica no estado, é também um dos grandes fortes no turismo do Paraná. É possível descer a serra, por trem, de Curitiba às pequenas cidades históricas de Morretes e Antonina, e provar o barreado, prato típico da região.
Na divisa do Primeiro Planalto com o Segundo encontra-se o sexto maior cânion do mundo, com abertura entre 100 e 130 metros e aproximadamente 40 km de extensão o Cânion Guartelá é um importante campo de pesquisa geológico e geomorfológico do Brasil.

#### Santa Catarina

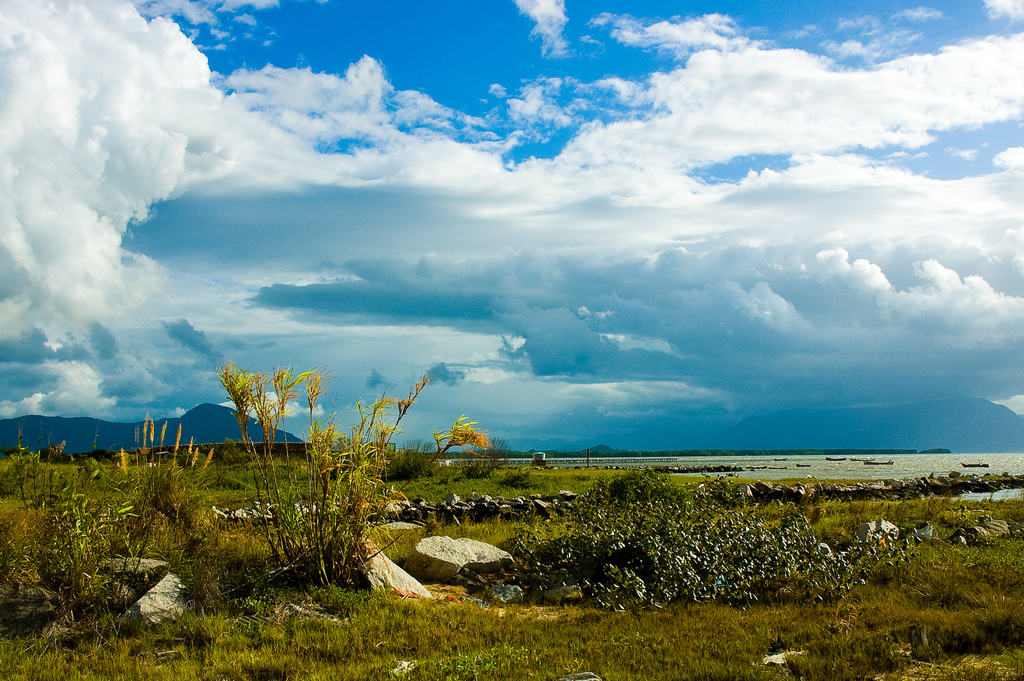
Baía Sul de Florianópolis.

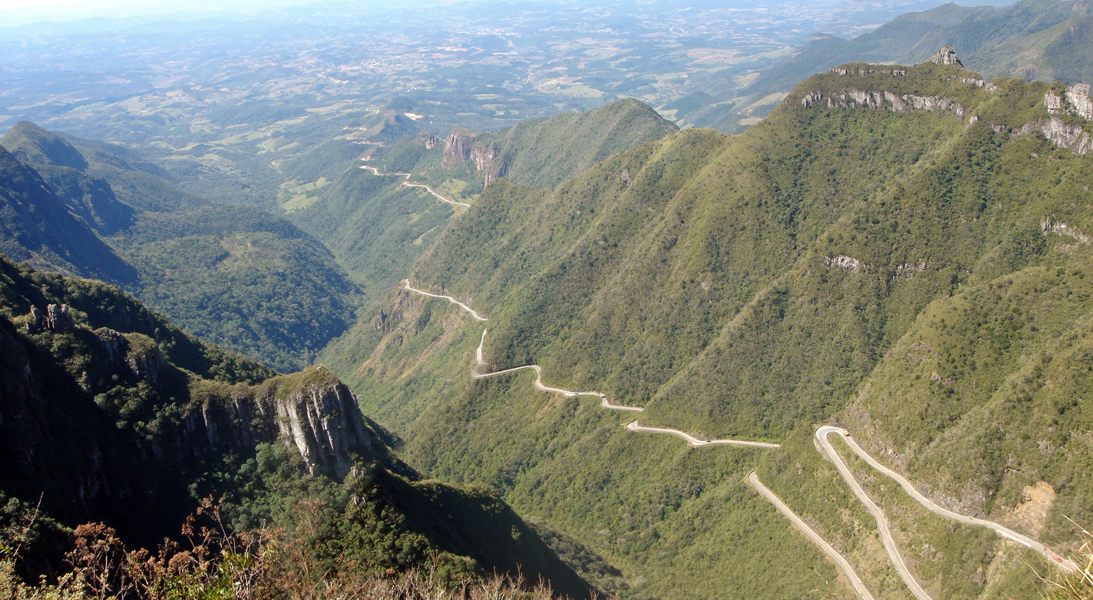
Serra do Rio do Rastro, com a SC-390, na Serra Catarinense.

O estado de Santa Catarina possui um território eivado de contrastes: as serras contrapõem-se ao litoral de belas de praias, baías, enseadas e dezenas de ilhas; na arquitetura, vários municípios mantêm as construções típicas da época da colonização; enquanto a capital, Florianópolis, é uma cidade de edificações modernas, marcada pela forte presença dos jovens, dos esportes náuticos e dos campeonatos de surfe.
As praias mais procuradas em Santa Catarina, são as belas praias de Bombinhas, Itajaí, Itapema e Balneário Camboriú
Santa Catarina também é marcada pela intensa colonização europeia, que se perpetuou, plantando suas raízes no estado, notadas pela arquitetura e costumes. As tradicionais "festas de Outubro" são um dos pontos altos em matéria de turismo, com a versão brasileira da Oktoberfest, que ocorre anualmente em Blumenau (evento semelhante ao que acontece em Munique, Alemanha).
A proximidade com a Argentina também reforça o número de turistas estrangeiros em busca do litoral catarinense. Florianópolis, a capital do estado, é quarta cidade mais visita por turistas estrangeiros no Brasil a lazer.
Em Santa Catarina, encontra-se a cidade mais fria do Brasil, São Joaquim, que nos últimos anos tem observado a expansão de seu potencial turístico devido a presença de neve durante o inverno, acontecimento raro em países como o Brasil.
Em Santa Catarina também se encontra o maior parque multemático da América Latina, o Beto Carrero World é destino de muitos turistas estrangeiros, inclusive argentinos.O parque concentra mais de 100 atrações para todas as idades.

#### Rio Grande do Sul

Cascata do Caracol em Canela.

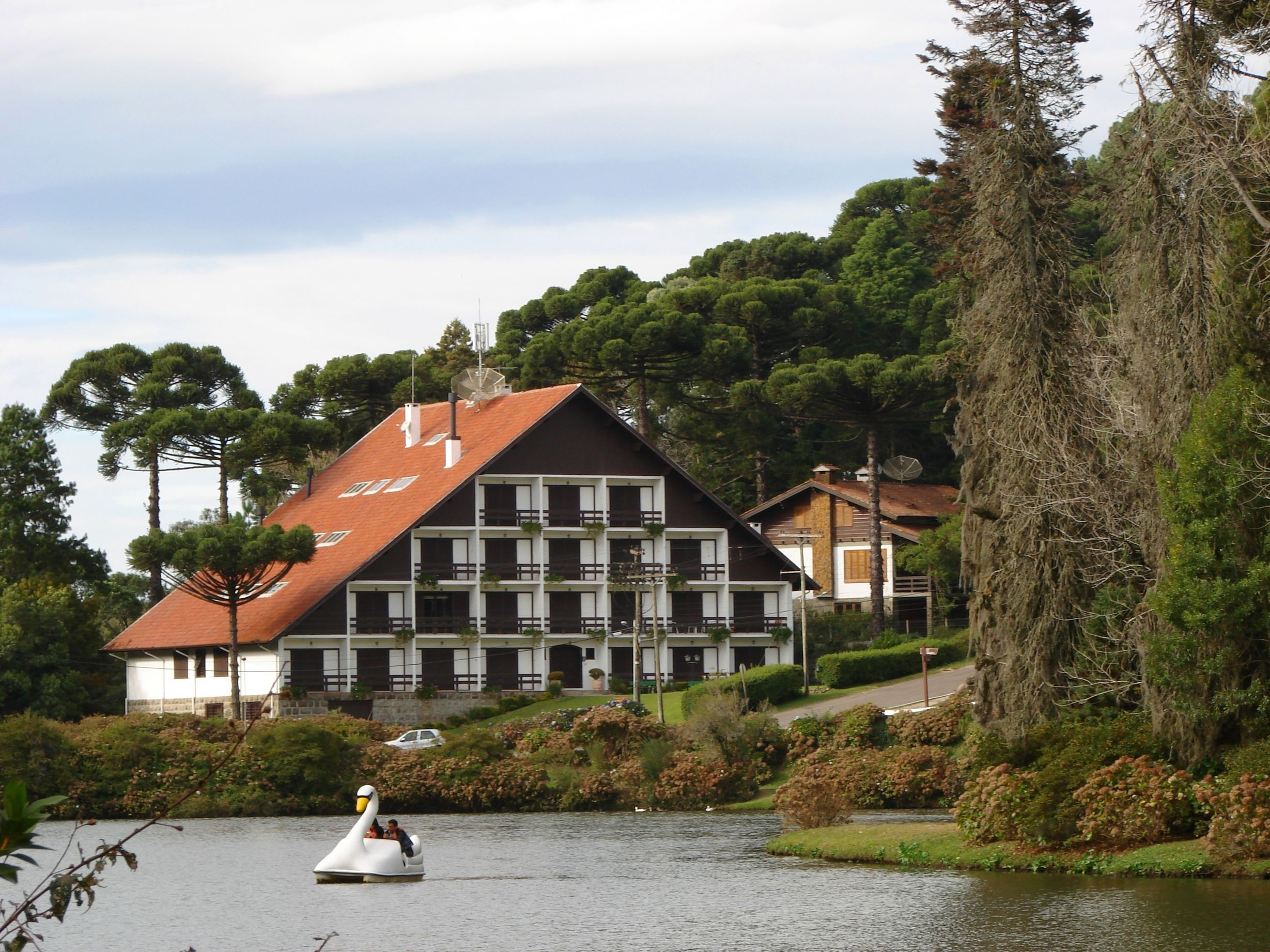
A aparência europeia das cidades gaúchas, como Gramado, na Serra Gaúcha, atrai milhares de turistas.

O Rio Grande do Sul é um estado com vastas opções de turismo. Recebe anualmente grande número de turistas. As praias do litoral norte das cidades de Capão da Canoa, Tramandaí e Torres são as mais conhecidas do estado, esta última apresentando falésias. São três pedras à beira-mar, sendo que uma delas avança mar adentro, emergindo a uma altura de 30 metros.
A Serra Gaúcha, colonizada por imigrantes italianos e alemães, atrai milhares de turistas todos os anos, no inverno e no verão. As cidades de Gramado e Canela são conhecidas na época de Natal pela decoração das ruas, juntamente com os parques natalinos.
No inverno, os turistas visitam essas cidades juntamente com Caxias do Sul (que também recebe milhares de turistas durante a Festa da Uva), São José dos Ausentes, São Francisco de Paula, Cambará do Sul e Nova Petrópolis, devido às temperaturas baixas, frequentemente negativas e com a possibilidade de queda de neve. Nas mesmas, encontram-se os cânions de Itaimbezinho e da Fortaleza, entre os maiores do Brasil.
Na região conhecida como "Pequena Itália", em que se localizam as cidades de Caxias do Sul, Bento Gonçalves e Garibaldi, podem-se encontrar as melhores vinícolas do Brasil. Ainda, mais a oeste, encontram-se as Missões Jesuíticas, na cidade de São Miguel das Missões e arredores.

## Economia por estado
- Paraná
- Santa Catarina
- Rio Grande do Sul